# باشگاه فوتبال اورتون
باشگاه فوتبال اورتون (به انگلیسی: Everton Football Club) (‎/ˈɛvərtən/‎)، یک باشگاه حرفه‌ای فوتبال در لیگ برتر انگلستان است که در شهر لیورپول در انگلستان قرار دارد. از زمان تأسیس لیگ فوتبال، اورتون با ۱۲۰ فصل حضور، رکورد دار بیشترین حضور در بالاترین سطح فوتبال انگلستان است؛ ۹ عنوان قهرمانی در لیگ فوتبال انگلستان، ۵ قهرمانی در جام حذفی فوتبال انگلستان و یک قهرمانی جام برندگان جام اروپا در کارنامه اورتون ثبت شده‌ است.
اورتون در سال ۱۸۷۸ بنا نهاده شد؛ این باشگاه یکی از اعضای مؤسس لیگ فوتبال در سال ۱۸۸۸ بود و دو فصل بعد، نخستین عنوان قهرمانی خود در رقابت‌های لیگ را به دست آورد. پس از کسب چهار عنوان قهرمانی در لیگ و دو قهرمانی جام حذفی، با فرارسیدن جنگ جهانی دوم و خرابی‌های بعد از آن، باشگاه تا دهه ۱۹۶۰ یک دوره سکون را گذراند. عصر موفقیت‌های اورتون از اواسط دهه ۱۹۸۰ دوباره آغاز شد؛ جایی که موفق به کسب دو عنوان قهرمانی لیگ، یک قهرمانی جام حذفی و قهرمانی جام برندگان جام اروپا شدند. آخرین عنوان قهرمانی مهم باشگاه، به پیروزی در فینال جام حذفی فوتبال انگلستان ۱۹۹۵ مقابل منچستر یونایتد و قهرمانی جام حذفی فوتبال انگلستان بر می‌گردد.
از سال ۱۸۹۲، اورتون بازی‌های خانگی‌اش را در ورزشگاه گودیسون پارک برگزار می‌کند؛ این اقدام پس از آن صورت گرفت که باشگاه درگیر اختلافات شدید در پرداخت اجاره ورزشگاه آنفیلد با مالک آن شد.
اورتون رقابتی دیرینه با همشهری‌اش لیورپول دارد که شهره است با نام شهرآورد مرزی‌ساید. لباس اول اورتون، پیراهن آبی ارغوانی به همراه شورت و جوراب سفید است.

## ورزشگاه و زمین تمرین

### زمین‌های اولیه
یک زمین عمومی در آنفیلد در گوشه جنوب‌شرقی پارک تازه ساخته‌شده استنلی، اولین زمین اورتون بود. اولین بازی رسمی پس از تغییر نامشان از سنت دومینگو به اورتون در همین زمین پارک استنلی به تاریخ ۲۰ دسامبر ۱۸۷۹ برگزار شد و تماشای آن رایگان بود. اورتون در این بازی، ۶–۰ سنت پیتر را شکست داد.
در سال ۱۸۸۲، آقای جی. کرویت زمینی را در جاده پریوری به باشگاه اهدا کرد که به مدت دو سال خانه باشگاه شد. زمین، حفاظ مناسب و گیت ورودی هم داشت، اما جمعیت روزافزون تماشاگران و سر و صدای آنها موجب شد تا آقای کرویت از باشگاه بخواهد، زمینش را ترک کند.

### آنفیلد

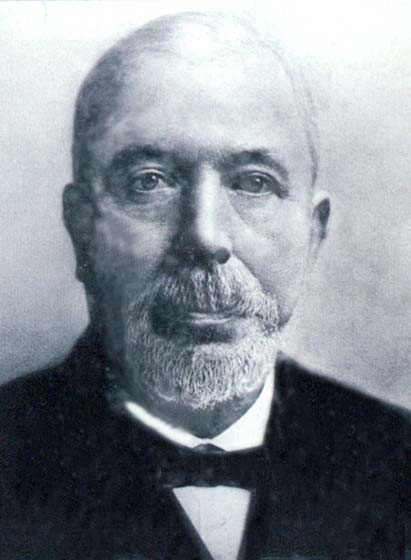
جان هولدینگ، رئیس سابق اورتون و مالک آنفیلد

اورتون به زمینی در نزدیکی جاده آنفیلد نقل مکان کرد که جایگاه‌های سرپوشیده مناسبی در آن ساخته شده بود و آن را از جان اورل، اجاره کرد. از سال ۱۸۸۴ تا ۱۸۹۲ زمین آنفیلد، خانه اورتون بود. اورتون در طول دوران حضور خود در آنفیلد، اولین باشگاهی بود که تورهای دروازه را به فوتبال حرفه‌ای معرفی کرد.
در دهه ۱۸۹۰، کمیته اورتون با جان هولدینگ که مالک آنفیلد و رئیس وقت باشگاه بود، درگیر اختلاف بر سر نحوه مالکیت و اداره باشگاه شد. اختلاف نظر اولیه دربارهٔ خرید یا عدم خرید کامل زمین آنفیلد از مالک آن، آقای اورل بود که هولدینگ موافق و کمیته باشگاه مخالف این کار بود. این اختلاف به مناقشه‌ای اصولی در مورد نحوه اداره باشگاه کشیده‌شد. هولدینگ از اورتون می‌خواست تا تنها محصولات آبجوسازی او را در بازی‌ها بفروشند و بازیکنان اورتون انتظار داشتند تا از میخانه‌اش به عنوان اتاق رختکن استفاده کنند.
معروف‌ترین اختلافاتشان مربوط به میزان افزایش اجاره‌بها بود. در سال ۱۸۸۹، اورتون، اجاره ۱۰۰ پوندی به هولدینگ پرداخت می‌کرد که در فصل ۹۰–۱۸۸۹ به ۲۵۰ پوند افزایش یافت. این اختلافات منجر شد تا اجاره‌بها به ۳۷۰ پوند در سال افزایش پیدا کند.
خرید زمین از اورل توسط هولدینگ، آتش اختلافاتشان را بیشتر و عمیقتر کرد. یک قطعه زمین باریک در کنار آنفیلد و زمین همسایه که متعلق به آقای اورل بود قرار داشت. زمین اورل محصور بود و این قطعه زمین می‌توانست جاده‌ای برای دسترسی مستقیم به زمین بلااستفاده‌اش شود. در اوایل سال ۱۸۹۱، باشگاه جایگاهی ساخت که روی زمین اورل همپوشانی داشت و کمیته اورتون از آن بی‌اطلاع بود. در اوت ۱۸۹۱ اورل اعلام کرد می‌خواهد زمینش را در کنار زمین فوتبال توسعه دهد و جاده‌ای برای دسترسی به آن در زمینی که متعلق به هولدینگ است و توسط باشگاه اورتون اشغال شده، بسازد.
اورتون اظهار داشت از اشکال قانونی دربارهٔ ساخت جایگاه جدید بی‌اطلاع است، اگرچه هولدینگ خلافش را گفت. این وضعیت شکاف بی‌اعتمادی را بین هولدینگ و کمیته اورتون بیشتر کرد. اهداف تجاری و شخصی هولدینگ، اختلاف نظر سیاسی و عقیدتی، سدی میان کمیته اورتون و هولدینگ بود که مانع از هر گونه تفاهمی می‌شد. در این شرایط، باشگاه باید جایگاه جدید را که درآمدزایی قابل توجهی برایشان داشت، از بین می‌برد یا به اورل غرامت می‌داد.
راه حل هولدینگ این بود که شرکتی محدود با نام اورتون ایجاد شود تا اینگونه باشگاه بتواند زمین هولدینگ و اورل را یک‌جا بخرد و امید داشت ۱۲٬۰۰۰ پوند جمع‌آوری کند. تلاش‌های قبلی اورتون برای جمع‌آوری پول از عموم، شکست خورده بود. این بدان معنا بود که باشگاه باید ۶٬۰۰۰ پوند نقد با ۴٬۸۷۵ پوند اضافی برای رهن زمین جور می‌کرد. در ابتدا کمیته اورتون، پیشنهاد هولدینگ را پذیرفت، اما در یک جلسه به آن رای منفی داد.
پس از مذاکرات زیاد و درگیری‌های مابین دو طرف، اورتون آنفیلد را تخلیه کرد و یک ورزشگاه خالی برای هولدینگ ماند. در نتیجه، هولدینگ باشگاه فوتبال خودش، یعنی لیورپول را شکل داد تا زمین آنفیلد بلااستفاده نماند.
هر دو باشگاه، اما روایتی متفاوت از وقایع و علل آن دارند.
در آوریل ۱۸۹۳ و در برنامه بازی لیورپول مقابل کلیفتونویل، هولدینگ دربارهٔ چرایی وضعیت به وجود آمده توضیح داد. او اشاره کرد که زمین را رایگان به اورتون اجاره داده بود تا اینکه باشگاه شروع به کسب درآمد کرد. اگر باشگاه نابود می‌شد، او همه چیز را از دست می‌داد.
علیرغم اینکه این تعامل هیچ عایدی برایش نداشت، موضوعی که اعضای کمیته اورتون را بیش از همه ناراحت کرد، برنامه او برای فروش آنفیلد و زمین‌های مجاور آن بود که طبیعتاً سودش برای هولدینگ بود. او احساس می‌کرد، این پاداشی معقول برای ریسکی بود که به مدت ۹ سال در باشگاه انجام داده بود. هولدینگ، تاجری بلندهمت بود و آینده خوبی برای باشگاه می‌دید. او می‌خواست باشگاه زمین خود را داشته باشد و از آنها خواست زمین را بخرند تا باشگاه در زمان مناسب گسترش پیدا کند.
متأسفانه اکثر اعضای هیئت مدیره باشگاه اورتون نتوانستند تفکر رو به جلوی او را بپذیرند و به او اطمینان نداشتند. در عوض یک قرارداد اجاره بلندمدت برای تمام زمین می‌خواستند، اما برای اینکه هولدینگ چنین خواسته‌ای را بپذیرد، اجاره‌ای خواست که البته مبلغش برای باشگاه بسیار بالا بود. واکنش اعضای کمیته، پیشنهادی برای پرداخت اجاره کمتر بود. چنان‌که انتظار می‌رفت، هولدینگ از پذیرفتن این «پیشنهاد» خودداری کرد و اظهار داشت که نمی‌خواهد برایش تعیین تکلیف کنند: «نمی‌توانم درک کنم چرا با آقایی که برای باشگاه (اورتون) و اعضای آن، این همه کار انجام داده، چنین رفتاری می‌شود.»

— روایت لیورپول از رویدادها
در طول دوران حضور اورتون در آنفیلد، جان هولدینگ تصمیم گرفت اجاره باشگاه را بر اساس افزایش حق ورودی از تماشاگران و نه همان‌طور که قبلاً اتفاق می‌افتاد، با نرخی ثابت، دریافت کند.
این مسئله در کنار سایر مناقشاتی که مابین اورتون و هولدینگ بود منجر شد تا باشگاه آنفیلد را در سال ۱۸۹۲ ترک کند و در جست‌وجوی خانه‌ای جدید برآید…
همان‌طور که انتظار می‌رفت، هولدینگ اورتون را از خانه خود در آنفیلد اخراج کرد، او (جرج ماهون) زمینی را در پارک استنلی به نام «زمین سرسبز» به دست آورد و همچنین اطمینان حاصل کرد که باشگاه نام خود را حفظ کند.

— روایت اورتون از رویدادها

### گودیسون پارک
در سپتامبر ۱۸۹۱، یک جلسه عمومی در رویال استریت هال، نزدیک اورتون‌وَلی برگزار شد. رئیس اورتون، جان هولدینگ پیشنهاد داد تا یک شرکت محدود ایجاد شود و این شرکت جدید، زمین او و زمین مجاور آن که در تملک جوزف اورل بود را خریداری کند. باشگاهی که به‌عنوان یک شرکت محدود اداره شود در آن زمان غیرمعمول بود، چراکه باشگاه‌های فوتبال معمولاً به‌عنوان «باشگاه‌های ورزشی» اداره می‌شدند که اعضای آن هزینه‌ای سالانه پرداخت می‌کردند. این پیشنهاد از سوی منشی باشگاه، ویلیام بارکلی و یکی از دوستان نزدیک هولدینگ حمایت شد.
جرج ماهون، سیاستمدار حزب لیبرال و عضو هیئت مدیره اورتون، با ارائه طرح اصلاحی خود که توسط هیئت مدیره اورتون حمایت می‌شد، پیشنهاد هولدینگ را رد کرد. در آن زمان هیئت مدیره اورتون، اعضای هر دو حزب محافظه‌کار و لیبرال را شامل می‌شد. از قبل، هولدینگ و ماهون در جریان انتخابات محلی با هم درگیر بودند.
دو طرف توافق داشتند که اورتون باید به عنوان یک شرکت محدود فعالیت کند، اگرچه، ایده‌های متفاوتی در مورد مالکیت سهام داشتند. هولدینگ پیشنهاد کرد که ۱۲٬۰۰۰ سهم ایجاد شود و هر یک از اعضای هیئت مدیره اورتون یک سهم داشته باشد و مابقی به عموم مردم یا اعضای هیئت مدیره اورتون فروخته شود. ماهون مخالفت کرد و پیشنهاد داد تا ۵۰۰ سهم ایجاد شود که هیچ عضوی بیش از ۱۰ سهم نداشته باشد و اعضای هیئت مدیره ۷ یا ۸ سهم داشته باشند. استدلال ماهون چنین بود: «ترجیح می‌دهیم تقاضای فردی بیشتری داشته باشیم تا اینگونه، باشگاه طرفداران بیشتری داشته باشد.»
یک مجمع عمومی فوق‌العاده تشکیل شد، اما طرح جان هولدینگ بار دیگر با پیشنهاد جورج ماهون که اورتون به مکان دیگری نقل‌مکان کند، رد شد. کسی فریاد زد: «نمی‌تونی جایی رو پیدا کنی!» ماهون پاسخ داد: «یکی در جیبم دارم» و ایده‌اش را برای اجاره زمین مِر گرین فیلد، محل گودیسون پارک فعلی، مطرح کرد.
مطبوعات لیورپول از طرفداران ماهون بودند. روزنامه لیبرالِ لیورپول دیلی پست، این جابه‌جایی را حرکتی مثبت برای باشگاه دانست و اخراج هولدینگ را «خلاص شدن از شر اینکوبوس» توصیف کرد. برخی از روزنامه‌ها برای حمایت از هولدینگ، مرتباً نامه‌هایی در انتقاد از حامیان ماهون منتشر می‌کردند که بسیاری از آنها ناشناس بود. در مقابل برخی از تولیدکنندگان محلی حمایتشان را از ماهون اعلام کردند.
نهایتاً، اورتون به زمین جدید نقل مکان کرد و آن را به اجاره خود درآورد. نامش را گودیسون پارک گذاشتند چرا که در کنار جاده گودیسون ساخته شده‌بود. در ابتدا، زمین نیاز به کار داشت و «هزینه هنگفت اولیه» برای آماده‌سازی آن، ۵۵۲ پوند درآمد. شرکت ساختمانی «کِلی برادرز» در والتون، کار ساخت جایگاه‌های تماشاگران را بر عهده داشت. این ورزشگاه اولین زمین فوتبال در انگلستان بود که هدفمند ساخته شد و سکوهایی در سه طرف داشت.
گودیسون پارک، رسماً در ۲۴ اوت ۱۸۹۲ به دست لرد کینیرد و فردریک وال از اتحادیه فوتبال افتتاح شد. بازی فوتبالی برگزار نشد، بلکه در عوض، ۱۲٬۰۰۰ جمعیت یک رقابت دو و میدانی کوتاه‌مدت را تماشا کردند و به دنبال آن موسیقی و آتش‌بازی بود. زمین اصلی سلتیک به نام سلتیک پارک در گلاسکوی اسکاتلند در همان روز افتتاح شد.
در ۲ سپتامبر ۱۸۹۲، اولین مسابقه فوتبال در گودیسون پارک برگزار شد. اورتون با پیراهن جدیدش به رنگ سالمون و یقه‌های آبی تیره به مصاف بولتون واندررز رفت و این بازی دوستانه را ۴–۲ برد. در ۳ سپتامبر ۱۸۹۲، اولین بازی از رقابت‌های لیگ در گودیسون پارک برگزار شد. حریف، ناتینگهام فارست بود و بازی با تساوی ۲–۲ به پایان رسید. در این ورزشگاه، اولین گل رسمی به نام هوراس پایک از ناتینگهام فارست ثبت شد و اولین گل اورتون به نام فرد گری. در بازی خانگی بعدی، نیوتن هیث را با نتیجه ۶–۰ شکست دادند و اولین پیروزی اورتون در بازی‌های لیگ در ورزشگاه جدیدشان، مقابل چشمان ۱۰٬۰۰۰ تماشاگر رقم خورد.
در یک مجمع عمومی به تاریخ ۲۲ مارس ۱۸۹۵ اعلام شد که باشگاه سرانجام می‌تواند هزینه خرید گودیسون پارک را بپردازد. به گفته ماهون، اورتون گودیسون پارک را ۶۵۰ پوند کمتر از قیمت آنفیلدِ سه سال قبل خریداری کرد، در حالی که ورزشگاه جدید وسیع‌تر و ظرفیتش ۲۵ درصد بیشتر بود. پیشنهاد خرید گودیسون پارک به اتفاق آرا تصویب شد. در این زمان، ترسیم مجدد مرزهای سیاسی، والتون و در نتیجه گودیسون پارک را جزئی از شهر لیورپول کرد.
سازه گودیسون پارک به شکل مرحله‌ای ساخته شد و جایگاه‌ها را هنری هارتلی و آرچیبالد لیچ طراحی کردند.
اورتون در سال ۱۹۳۱، نیمکت ذخیره سرپوشیده برای ورزشگاهش ساخت. این ایده را از ورزشگاه پیتودری در بازی دوستانه‌شان مقابل آبردین الهام گرفتند و از این نظر، گودیسون پارک، اولین در انگلستان شد.
در سال ۱۹۴۰ و در طول جنگ جهانی دوم، یک بمب مستقیماً در خیابان گلادیس فرود آمد و جایگاه سمت خیابان، آسیب جدی دید. هزینه تعمیرش را کمیسیون خسارت جنگ پرداخت کرد.
در ۹ اکتبر ۱۹۵۷، اورتون در مقابل ۵۸۷۷۱ تماشاگر، میزبان لیورپول بود که اولین بازی برگزار شده زیر نورافکن در گودیسون پارک بود. در سال ۱۹۵۸، اولین سیستم گرمایش زیر خاک در فوتبال انگلستان در این ورزشگاه نصب شد و اولین ورزشگاهی بود که مجهز به اسکوربرد شد. تا سال ۱۹۶۳، گودیسون پارک تغییرات اندکی داشت، اگرچه بازسازی‌هایی در دهه ۱۹۷۰ صورت گرفت.
دو قانون دولت بریتانیا؛ قانون ایمنی زمین‌های ورزشی در سال ۱۹۷۵ و قانون تماشاگران فوتبال در سال ۱۹۸۹، باشگاه را مجبور به بهبود شرایط و امکانات ورزشگاه کرد.
اسطوره‌های اورتون، ویلیام رالف «دیکسی» دین و سرمربی سابق تیم، هری کتریک، هر دو در گودیسون پارک بر اثر حمله قلبی درگذشتند. دین در سال ۱۹۸۰ در سن ۷۳ سالگی و کتریک پنج سال بعد در سن ۶۵ سالگی.
با انتشار گزارش تیلور در سال ۱۹۹۰ در پی فاجعه هیلزبورو، دستور رسید که ورزشگاه‌های دسته برتر فوتبال انگلیس باید تمام-صندلی شوند. حصارهای اطراف زمین که قرار بود از ورود هواداران، به‌ویژه هولیگان‌ها به داخل زمین جلوگیری کند، بلافاصله پس از هیلزبورو و درست هنگام بازی مجدد لیگ با لیورپول، برداشته شد. مسابقه اورتون در مقابل لوتون تاون در ماه مه ۱۹۹۱، آخرین باری بود که تماشاگران ایستاده بازی را تماشا کردند.

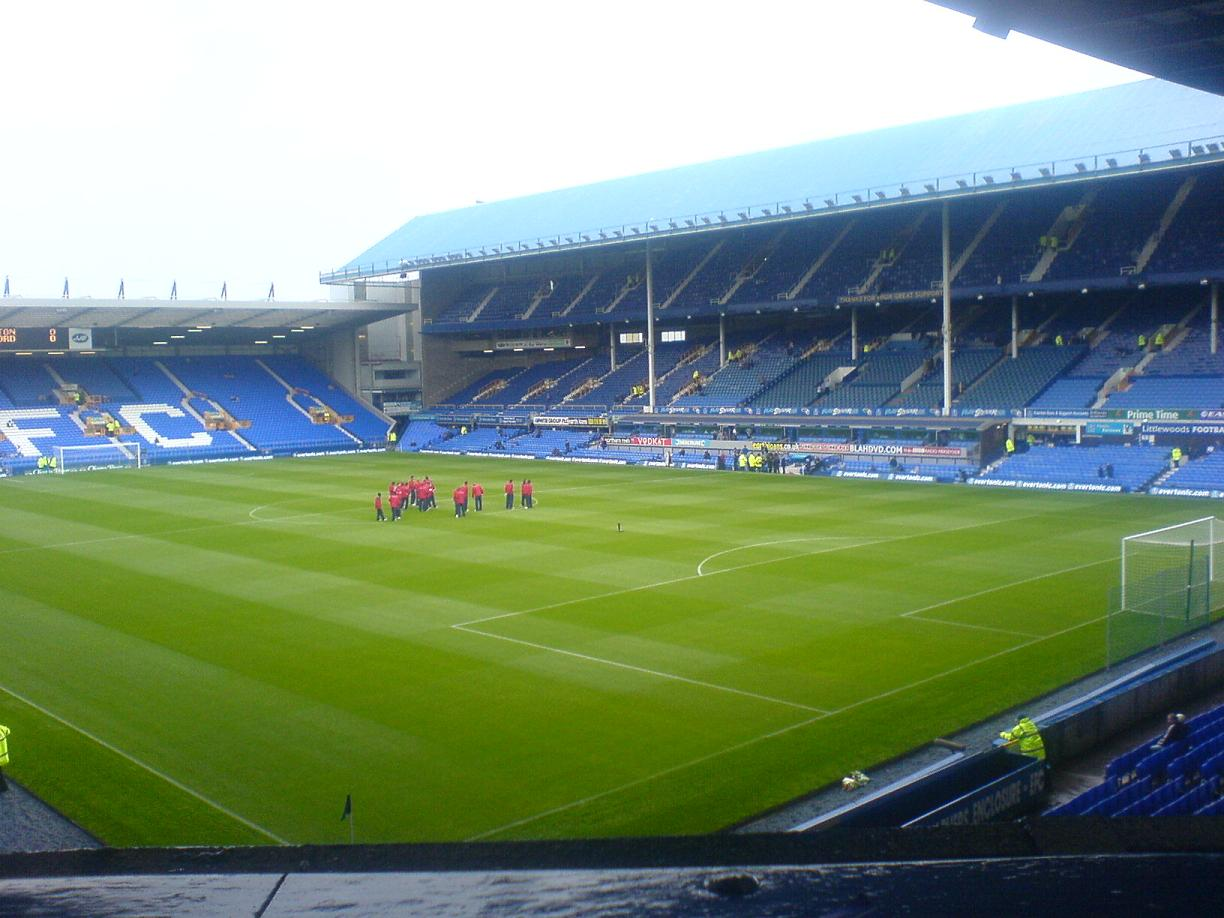
گودیسون پارک

در اوت ۱۹۹۲، اورتون صدمین سالگرد گودیسون پارک را با بازی مقابل بروسیا مونشن گلادباخ آلمان جشن گرفت. علاوه بر این، ۲۰۰ مدال در نسخه محدود ایجاد شد و کن راجرز، نویسنده و روزنامه‌نگار لیورپولی، کتابی به نام صد سال شکوه گودیسون برای بزرگداشت این مناسبت نوشت.
خاکستر بیش از ۸۰۰ هوادار در گودیسون پارک دفن شده‌است. از سال ۲۰۰۴ باشگاه مجبور شد درخواست‌های بعدی را رد کند چراکه جایی برای این کار باقی نماند. تامی لاوتون از کسانی بود که می‌خواست خاکسترش در گودیسون پراکنده شود، اما پسرش به دلیل آینده نامشخص گودیسون ترجیح داد آنها را به موزه ملی فوتبال اهدا کند.

### زمین تمرین

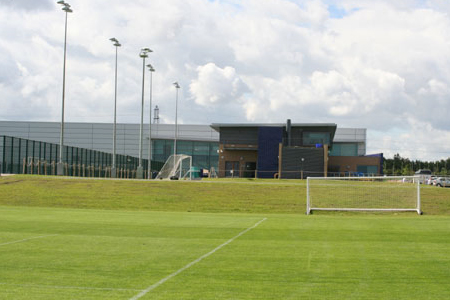

از سال ۱۹۶۶ تا ۲۰۰۷، اورتون در زمین بلفیلد در منطقه داربی غربی شهر لیورپول تمرین می‌کرد. در سال ۲۰۰۷ به مجتمع تمرینی فینچ فارم در هیل‌وود نقل مکان کردند. این مجتمع، مورد استفاده تیم اصلی مردان و زنان اورتون و آکادمی جوانان است. تیم اول به‌طور رسمی در ۹ اکتبر ۲۰۰۷ به این مجموعه نقل مکان کرد.
مدرسه دانش لقبی است که برخی از هواداران به این مجموعه داده‌اند و به نام مستعار دیرینه باشگاه اشاره دارد.
این مرکز دارای برخی از بهترین امکانات تمرینی در جهان است و ۱۰ زمین چمن با اندازه کامل دارد به همراه یک زمین چمن مصنوعی با نورافکن و همچنین مناطق تمرینی تخصصی برای بدنسازی و دروازه‌بانان، بعلاوه بازسازی دقیقی از زمین گودیسون پارک. در داخل مجموعه تمرینی، امکانات گسترده‌ای هم برای تیم بزرگسالان و هم برای بازیکنان آکادمی وجود دارد. امکانات پیشرفته در این مجموعه، کمک بزرگی برای جذب خریدهای آینده و پیشرفت بازیکنان آکادمی باشگاه است. از جمله امکانات این مجموعه است: سالن ورزش، زمین تمرینی چمن مصنوعی داخل سالن، استخرهای آب درمانی، آبگرم، سونا، اتاق‌های فیزیوتراپی، مرکز رسانه، سالن‌های ویدئویی شامل مجموعه ویرایش ویدئو.

### ورزشگاه جدید
از سال ۱۹۹۶، زمزمه‌هایی مبنی بر انتقال اورتون به ورزشگاهی جدید به گوش می‌رسید. طرح اولیه، ورزشگاهی ۶۰٬۰۰۰ نفری بود، اما در سال ۲۰۰۰ پیشنهادی برای ساخت یک ورزشگاه ۵۵٬۰۰۰ نفری به عنوان بخشی از برنامه بازسازی اسکله کینگ ارائه شد. اما اورتون نتوانست نیمی از سهم پروژه ورزشگاه به مبلغ ۳۰ میلیون پوند را فراهم کند و شورای شهر، طرح را در سال ۲۰۰۳ رد کرد. در اواخر سال ۲۰۰۴ با هدایت شورای لیورپول و شرکت توسعه شمال غربی، اورتون دربارهٔ پیشنهاد ورزشگاهی مشترک در استنلی پارک با باشگاه لیورپول وارد مذاکره شد. اگرچه، با ناتوانی اورتون در تأمین ۵۰٪ از هزینه‌ها، مذاکرات شکست خورد. در ۱۱ ژانویه ۲۰۰۵، لیورپول اعلام کرد ساخت ورزشگاه مشترک امکان‌پذیر نیست و طرح اختصاصی ورزشگاه استنلی پارک را دنبال کرد.
در ژوئن ۲۰۰۶، اورتون با شورای کلان‌شهر نوزلی و تسکو برای ساخت ورزشگاه جدید ۵۵٬۰۰۰ نفری در کرکبی وارد مذاکره شد که البته امکان افزایش ظرفیت آن به ۶۰٬۰۰۰ نفر بود. این طرح، پروژه کرکبی نام گرفت. در حرکتی غیرمعمول، باشگاه با برگزاری یک رأی‌گیری، نظر هواداران را دربارهٔ این پروژه جویا شد که نتیجه آن، ۵۹٪ به ۴۱٪ مثبت بود. از مخالفان این طرح، یکی شوراهای محلی بودند که نگران تأثیر ساخت یک فروشگاه بزرگ تسکو به عنوان بخشی از این پروژه بودند و دیگری، گروهی از طرفداران بودند که می‌خواستند اورتون در محدوده شهر لیورپول باقی بماند. پس از یک تحقیق عمومی در مورد پروژه، دولت مرکزی این پیشنهاد را رد کرد. سیاستمداران محلی و منطقه‌ای تلاش کردند تا طرحی اصلاح‌شده را با شورای شهر لیورپول تنظیم کنند و جلسه‌ای را با اورتون تشکیل دادند. این طرح برای ارزیابی برخی از مکان‌های مناسب در محدوده شهر بود. با این حال، این طرح اصلاحی هم موفقیت‌آمیز نبود.
در سپتامبر ۲۰۱۴، باشگاه با همکاری شورای شهر لیورپول و انجمن تأمین مسکن لیورپول، برنامه اولیه‌ای را برای ساخت یک ورزشگاه جدید در پارک والتون هال مطرح کرد که البته، این برنامه‌ها با احتمال شناسایی دو مکان جدید برای ورزشگاه، در سال ۲۰۱۶ لغو شد. در جلسه عمومی سالانه در ژانویه ۲۰۱۷، رئیس باشگاه، بیل کن‌رایت اعلام کرد که بارانداز براملی-مور، مکان مورد نظر برای ورزشگاه جدید است و دسترسی به آن با یک ایستگاه راه‌آهن و یک جاده جدید توسط شورای شهر فراهم می‌شود. انتخاب این بارانداز به عنوان محل ساخت ورزشگاه جدید در سال ۲۰۱۸ تأیید شد، اما یونسکو با حذف لیورپول از فهرست میراث جهانی، انتقاد شدید خود را نسبت به این طرح ابراز کرد. طراحی این ورزشگاه جدید به دن میس معمار سپرده شد و پس از آن، نام پروژه، «پروژه مردمی» شد.

## لباس و نشان

### لباس
رنگ‌های سنتی اورتون در بازی‌های خانگی پیراهن آبی ارغوانی، شورت و جوراب سفید است. اگرچه در دهه‌های اول تاریخ خود، اورتون چندین رنگ لباس متفاوت داشت. تیم ابتدا با پیراهن سفید و سپس راه‌راه‌های سفید و آبی بازی کرد. با این حال، پس از آنکه بازیکنان جدید باشگاه، پیراهن‌های تیم قدیمی خود را در طول مسابقات پوشیدند، سردرگمی ایجاد شد. تصمیم بر این شد که هم برای صرفه‌جویی در هزینه‌ها و هم برای القای ظاهری حرفه‌ای، پیراهن‌ها یکدست مشکی رنگ شوند. لباس یادآور مرگ بود، بنابراین یک خط مورب قرمز روشن به آن اضافه شد. هنگامی که باشگاه در سال ۱۸۹۲ به گودیسون پارک نقل مکان کرد، رنگ‌های آن صورتی سالمون و پیراهن‌های راه‌راه آبی تیره با شورت آبی تیره بود. در دوره‌ای باشگاه به پیراهن‌های یاقوتی با یقه‌دوزی آبی و شورت آبی تیره روی آورد. پیراهن آبی ارغوانی با شورت سفید برای اولین بار از فصل ۰۲–۱۹۰۱ استفاده شد. در سال ۱۹۰۶، اورتون با لباس آبی آسمانی بازی کرد اما به دنبال اعتراض هواداران به همان رنگ آبی ارغوانی بازگشت. گاهی اورتون در سایه‌های روشن‌تر از آبی ارغوانی بازی کرد؛ مانند دو فصل ۳۱–۱۹۳۰ و ۹۸–۱۹۹۷. لباس خانگی فعلی، پیراهن‌های آبی ارغوانی همراه با شورت و جوراب سفید است. گاهی ممکن است یکدست آبی بپوشند تا درگیری رنگ با حریف را سبب نشود.
رنگ‌های سنتی اورتون برای بازی‌های خارج از خانه، پیراهن‌های سفید با شورت مشکی بود، اما از سال ۱۹۶۸ پیراهن‌های کهربایی و شورت‌های آبی ارغوانی رایج شدند. رنگ‌های مختلفی در طول دهه ۱۹۷۰ و ۱۹۸۰ به کار برده شد؛ پیراهن‌های سیاه، سفید، خاکستری و زرد.

#### تولیدکنندگان و حامیان مالی لباس
| دوره      | تولیدکننده      | حامی مالی  |
| --------- | --------------- | ---------- |
| ۱۹۷۹–۱۹۷۴ | آمبرو           | نداشت.     |
| ۱۹۸۳–۱۹۷۹ | آمبرو           | Hafnia     |
| ۱۹۸۵–۱۹۸۳ | لو کوک اسپورتیف | Hafnia     |
| ۱۹۸۶–۱۹۸۵ | لو کوک اسپورتیف | ان‌ای‌سی     |
| ۱۹۹۵–۱۹۸۶ | آمبرو           | ان‌ای‌سی     |
| ۱۹۹۷–۱۹۹۵ | آمبرو           | Danka      |
| ۲۰۰۰–۱۹۹۷ | آمبرو           | One2One    |
| ۲۰۰۲–۲۰۰۰ | پوما            | One2One    |
| ۲۰۰۴–۲۰۰۲ | پوما            | گروه کجیان |
| ۲۰۰۹–۲۰۰۴ | آمبرو           | Chang      |
| ۲۰۱۲–۲۰۰۹ | لو کوک اسپورتیف | Chang      |
| ۲۰۱۴–۲۰۱۲ | نایکی           | Chang      |
| ۲۰۱۷–۲۰۱۴ | آمبرو           | Chang      |
| ۲۰۲۰–۲۰۱۷ | آمبرو           | SportPesa  |
| ۲۰۲۳–۲۰۲۰ | هومل            | Cazoo      |

| اولین لباس خانگی اورتون لباس اورتون ۸۲–۱۸۸۱ لباس اورتون ۱۸۹۰–۱۸۸۷ | لباس اورتون ۹۱–۱۸۹۰ لباس اورتون ۹۲–۱۸۹۱ لباس اورتون ۱۹۰۱–۱۸۹۲ |

### آرم

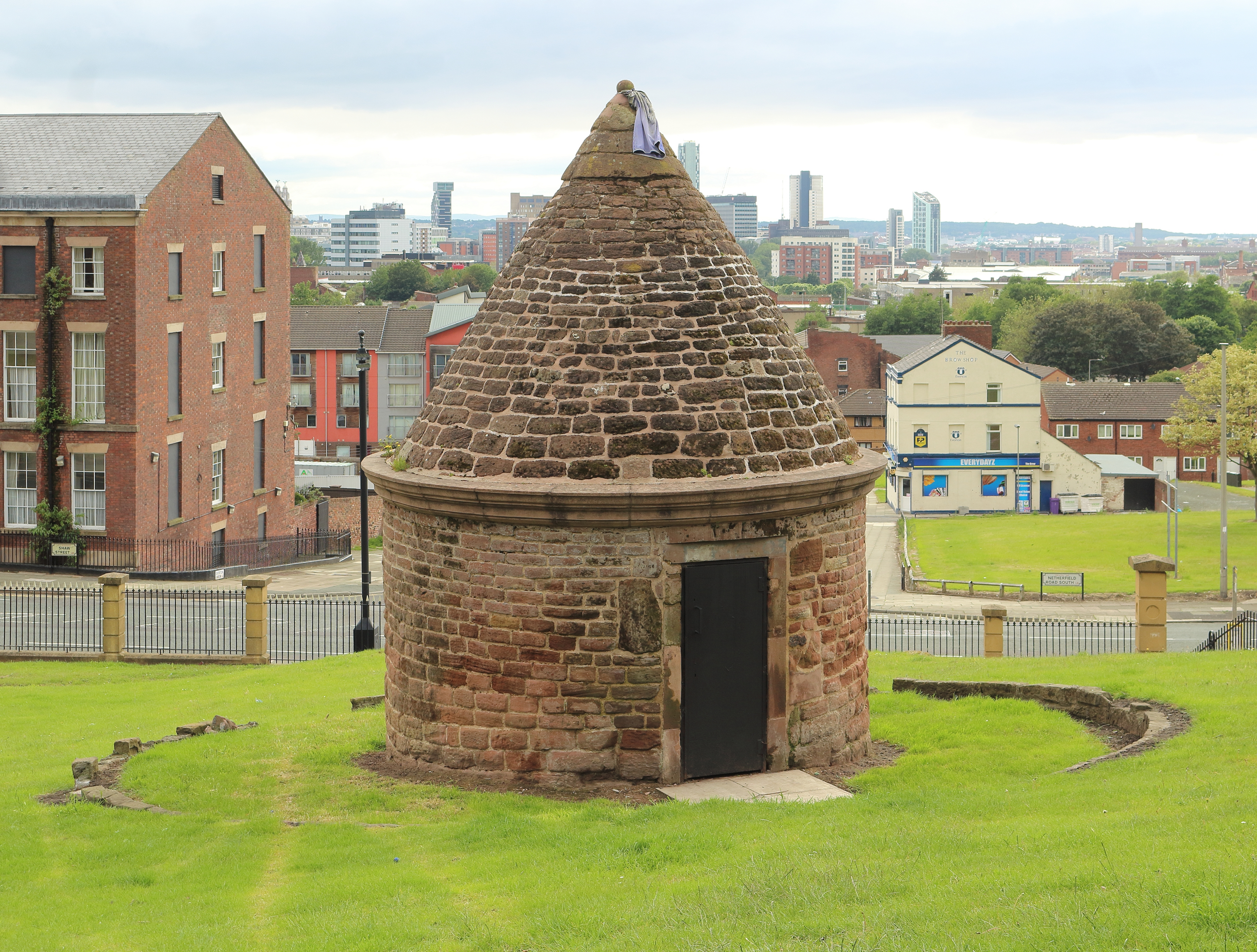
از فصل ۱۹۳۸، بازداشتگاه اورتون بر روی نشان باشگاه نقش بست.

در پایان فصل ۳۸–۱۹۳۷، تئو کِلی، دبیر اورتون که بعدها سرمربی باشگاه شد، تصمیم گرفت یک کراوات برای باشگاه طراحی کند. توافق شد که رنگش آبی باشد و به دنبال طراحی یک لوگو بود تا بر روی کراوات کار شود. او به مدت چهار ماه روی آن کار کرد تا اینکه به بازداشتگاه اورتون، که در قلب منطقه اورتون قرار دارد، رسید. بازداشتگاه از زمان ساختش در سال ۱۷۸۷ به‌طور جدایی‌ناپذیری با منطقه اورتون پیوند خورده‌است. هدف از ساخت آن زندانی‌کردن افراد مست و مجرمین خرده‌پا بود و تا به امروز روی تپهٔ اورتون پابرجاست. دو تاج گل در دو طرف طرح این بازداشتگاه کار شد که به گفته کالج هرالد در لندن، کلی تاج گل‌ها را به عنوان نماد قهرمانان طراحی کرد. این نشان با شعار باشگاه؛ «Nil Satis Nisi Optimum»، کامل شد؛ به معنای «هیچ‌چیز جز بهترین به اندازه کافی خوب نیست». در اولین روز از فصل ۳۹–۱۹۳۸، کراوات‌ها برای اولین بار توسط کِلی و رئیس وقت اورتون، آقای گرین، پوشیده شدند.

لوگوی اورتون، ۱۹۷۶–۱۹۷۲

لوگوی اورتون، ۱۹۷۸–۱۹۷۶

باشگاه به ندرت نشانی بر روی پیراهن خود درج می‌کرد. طرح درهم‌تنیدهٔ «EFC» بین سال‌های ۱۹۲۲ تا ۱۹۳۰ و در سال ۱۹۷۲، حروف برجسته «EFC» به کار گرفته شدند. نشان طراحی‌شده توسط کِلی برای اولین بار در سال ۱۹۷۸ بر روی پیراهن‌های تیم نشست و تاکنون باقی است و با تغییراتی جزئی به نسخه مورد استفاده امروز تبدیل شد.
در می ۲۰۱۳، باشگاه یک نشان جدید را طراحی کرد و علت را بهبود تکرار طرح در چاپ و نمایش آن در رسانه‌ها، به ویژه در مقیاس کوچک، عنوان کرد. منتقدان معتقد بودند علت تغییر لوگو، فشار خارجی از سوی تولیدی ورزشی نایکی بوده تا با کاهش رنگ‌ها و حذف اثر شعاعی، تولید مجدد لباس‌ها مقرون‌به‌صرفه‌تر شود. طراحی جدید با استقبال ضعیفی از سوی هواداران مواجه شد و در یک نظرسنجی در سایتی مستقل، ۹۱ درصد از هواداران اورتون، نارضایتی خود را از نشان جدید ثبت کردند. نامه‌ای اعتراضی توسط بیش از ۲۲٬۰۰۰ هوادار به امضا رسید. باشگاه عذرخواهی و اعلام کرد، نشان جدیدی برای فصل ۱۵–۲۰۱۴ با تأکید بر مشورت با هواداران ایجاد می‌شود. کمی بعد، رئیس بازاریابی باشگاه اخراج شد. طرح‌هایی از چند نشان در ۳ اکتبر ۲۰۱۳ توسط باشگاه رونمایی شد و پس از مشورت با هواداران، سه نشان در لیست نهایی قرار گرفتند. در رای‌گیری نهایی، نشان فعلی توسط تقریباً ۸۰ درصد از هوادارانی که در نظرسنجی شرکت کردند، برگزیده شد و از ژوئیه ۲۰۱۴ مورد استفاده قرار گرفت.

## القاب
شناخته‌شده‌ترین لقب اورتون، «تافی‌ها» یا «مردان تافی» است که پس از انتقالشان به گودیسون پارک به وجود آمد. توضیحات متعددی برای این اقتباس وجود دارد که معروف‌ترینش این است؛ مغازه‌ای به نام «خانه قدیمی تافی اورتون» که ما بوشل اداره‌اش می‌کرد در نزدیکی هتل کوئینز هد قرار داشت که جلسات اولیه باشگاه در آن برگزار می‌شد. او تافی‌های اورتون را خلق کرد که در میان هواداران محبوب شد. با انتقال باشگاه به گودیسون پارک، مغازه دیگری در همان نزدیکی بود به نام «قنادی مادر نوبلت» که تافی نعنایی اورتون می‌فروخت. مغازه‌اش هم روبروی زندان اورتون قرار داشت که نشان باشگاه با الهام از آن طراحی شد. بر همین اساس، سنتی پا گرفت به نام «بانوی تافی» که در آن یک دختر قبل از شروع بازی در اطراف زمین راه می‌رود و تافی‌های نعنایی اورتون را رایگان به میان جمعیت می‌اندازد.
اورتون در طول این سال‌ها نام مستعار کم نداشته‌ است. هنگامی که در فصل ۸۲–۱۸۸۱ سراپا سیاه پوشیدند، مانند هنگ ارتش، به «پاسداران سیاه» معروف شدند. زمانی که در سال ۱۹۰۱ آبی را انتخاب کردند، ساده، «آبی‌ها» لقب گرفتند. سبک بازی جذاب اورتون منجر شد تا در سال ۱۹۲۸، استیو بلومر تیم را «علمی» بنامد که تصور می‌شود الهام‌بخش لقب «مدرسه دانش» باشد. تیمی که در سال ۱۹۹۵ با جنگندگی قهرمان جام حذفی شد، به عنوان «سگ‌های جنگ» شناخته می‌شد. هنگامی که دیوید مویز به عنوان سرمربی وارد تیم شد، اورتون را «باشگاه مردمی» نامید که به عنوان لقبی نیمه رسمی در باشگاه پذیرفته شد.

## رقابت‌های دیرینه

### شهرآورد مرزی‌ساید

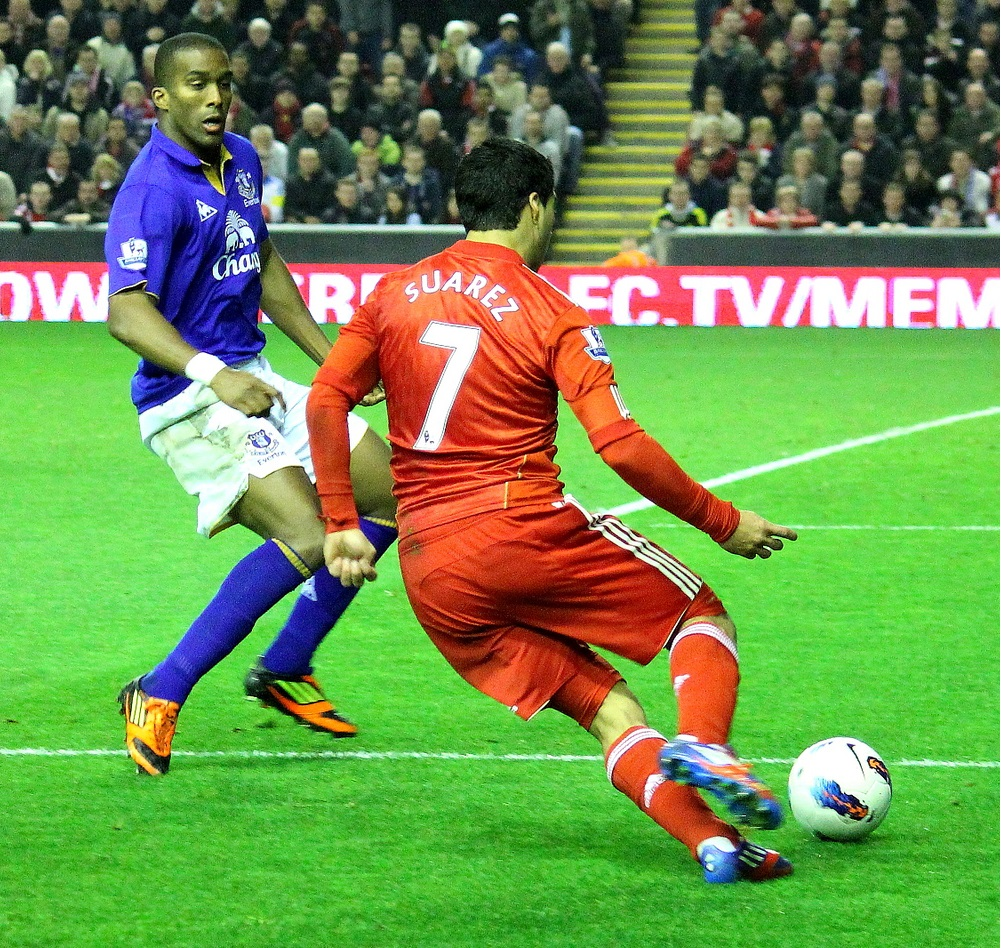
شهرآورد مرزی‌ساید، سیلوین دیستین در حال دفاع از دروازه اورتون، مقابل لوییس سوارز، مهاجم لیورپول.

رقابت اصلی اورتون با همسایه‌اش لیورپول است که در قالب شهرآورد مرزی‌ساید به مصاف هم می‌روند. نام آن از شهرستان مرزی‌ساید آمده که شهر لیورپول در آن واقع است. این رقابت طولانی‌ترین شهرآورد در دسته برتر فوتبال انگلستان است و از فصل ۶۳–۱۹۶۲ پیوسته برگزار شده. بخشی از این رقابت به فاصله ناچیز میان ورزشگاه دو تیم برمی‌گردد که از پهنه پارک استنلی برای یکدیگر قابل رویتند، بخش دیگر، حاصل اختلاف داخلی بین مقامات اورتون و مالکان آنفیلد بود که منجر به انتقال اورتون از آنفیلد به گودیسون پارک و تشکیل باشگاه لیورپول شد.
به دنبال این وقایع، رقابتی میان دو باشگاه شکل گرفت که البته، نسبت به دیگر شهرآوردها در فوتبال انگلیس، محترمانه‌تر تلقی می‌شود. از دیرباز، این شهرآورد را با عنوان «شهرآورد دوستانه» یاد می‌کنند چرا که خانواده‌های لیورپول از هر دو تیم هوادارانی در خود دارند و از معدود رقابت‌هایی است که تفکیک هواداران در آن اعمال نشده. فینال جام اتحادیه ۱۹۸۴ در ومبلی میان این دو تیم به «فینال دوستانه» ملقب شد چراکه سکوهای ورزشگاه ترکیبی از هواداران آبی و قرمز بود که سرود مرزی‌ساید می‌خواندند. فینال جام حذفی ۱۹۸۴ روایتی مشابه از این همبستگی بود. پس از فاجعه هیلزبورو، به عنوان ادای احترام به هواداران کشته‌شده لیورپول، زنجیره‌ای از شال‌های قرمز و آبی بین ورودی ورزشگاه‌های دو باشگاه، در سراسر پارک استنلی بسته شد. از اواسط دهه ۱۹۸۰، رقابت‌شان چه در داخل و چه در خارج از زمین تشدید شد و با آغاز لیگ برتر در قیاس با دیگر مسابقات، کارت‌های قرمز بیشتری در آن ثبت شد.

## هواداران

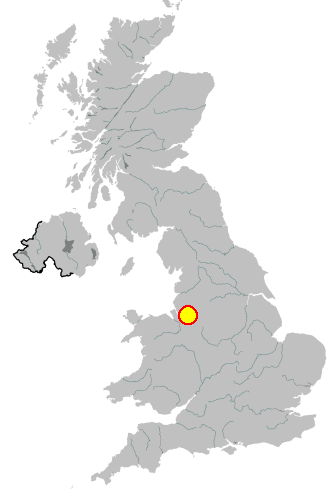
موقعیت شهر لیورپول

آیا فوتبال مهم‌ترین مسئله در زندگی است؟ این سؤالی است که ۳۷٪ از هواداران اورتون در نظرسنجی لیگ برتر به آن پاسخ مثبت داده‌اند. اورتون از باشگاه‌های پرطرفدار است و در نه فصل ابتدایی از لیگ فوتبال، بالاترین میانگین حضور تماشاگران را داشت و از این نظر در فصل ۱۹–۲۰۱۸، نهمین تیم لیگ برتر بود. برای فصل ۱۰–۲۰۰۹، اورتون بیش از ۲۴۰۰۰ بلیط فصل فروخت که برای فصل ۱۷–۲۰۱۶، این رقم به ۳۱۰۰۰ افزایش یافت. در فصل ۶۳–۱۹۶۲، میانگین حضور تماشاگران در بازی‌های اورتون، ۵۱۶۰۳ نفر بود و از این نظر، رتبه برتر را در آن فصل داشت. فصل بعد، بار دیگر برترین تیم مورد حمایت هواداران در انگلستان شد. هواداران بسیاری هستند که در بازی‌های خارج از خانه، چه در سطح کشوری و چه در رقابت‌های اروپایی همراه تیم هستند. در بازی‌های لیگ اروپا از فصل ۱۰–۲۰۰۹، حدود ۷۰۰۰ اورتونی برای حمایت از تیمشان مقابل بنفیکا به لیسبون سفر کردند، که از زمان فینال جام در جام اروپا ۱۹۸۵، بیشترین جمعیت هواداران اورتون در بازی‌های خارج از خانه اروپایی بود. باشگاه یک طرح امتیاز وفاداری به کار گرفته و طبق آن، دارندگان بلیط فصل که بیشترین حضور در مسابقات خارج از خانه را داشته‌اند، اولین فرصت را برای خرید بلیط‌های خارج از خانه دارند. اغلب، بلیط‌های بازی‌های خارج از خانه اورتون، کامل به فروش می‌رسد، به‌ویژه، برای بازی‌های شمال غرب انگلستان.
اکثر هواداران اورتون از شمال غرب انگلیس، مرزی‌ساید، چشر، بخش‌های غربی و جنوبی لنکشر، مناطق غربی منچستر بزرگ جذب می‌شوند و در کنار آنها هستند طرفدارانی که از ولز شمالی و ایرلند برای تماشای مسابقات سفر می‌کنند. آمار لیگ برتر نشان می‌دهد که ۷۳٪ از هواداران اورتون متولد همان منطقه‌اند. در شهر لیورپول، حمایت از اورتون یا رقیب همشهری‌شان لیورپول، بر اساس مبنای جغرافیایی تعیین نمی‌شود و طرفدارانشان در سراسر شهر پراکنده‌اند. نظرسنجی لیگ برتر از ۱۴۰۰ هوادار اورتون در فصل ۰۵–۲۰۰۴ نشان داد که ۳۰ درصد از این هواداران در لیورپول زندگی می‌کنند.
پل مک‌کارتنی از بیتلز از شناخته‌شده‌ترین طرفداران آبی‌هاست. اورتون کانون‌های هواداری بسیاری در سرتاسر جهان دارد از آمریکای شمالی، سنگاپور، اندونزی، لبنان، مالزی، تایلند، هند و استرالیا. اگرچه، باشگاه رسمی هواداران، فوراوتون است. باشگاه هواداران اورتون امرالد در ایرلند، باشگاه هواداران اورتون در ایرلند شمالی و باشگاه هواداران اورتون در جزیره من، از کانون‌های هواداری بزرگ خارج از انگلستان هستند.

## آکادمی و تیم جوانان اورتون

### ذخیره‌ها و جوانان اورتون
تیم‌های ذخیره از اولین روزهای فوتبال وجود داشتند. در ابتدا، برگزاری بازی میان باشگاه‌ها، اتفاقی نادر بود و زمانی هم که اتفاق می‌افتاد، باشگاه‌ها معمولاً توافق می‌کردند که دو بازی را همزمان انجام دهند. بهترین بازیکنان دو تیم در زمین یک باشگاه و تیم‌های دوم یا ذخیره آنها در زمین دیگری بازی می‌کردند. اینگونه الگوی تیم اول و تیم ذخیره شکل گرفت. اما مدتی طول کشید تا این تیم‌های ذخیره، در لیگ‌هایی که امروز معمول است سازماندهی شوند.
اورتون سویفتز و اورتون اتلتیک
تاریخچه تیم ذخیره‌های اورتون به اواخر قرن نوزدهم بازمی‌گردد. آن زمان در فوتبال انگلیس غیرمعمول نبود که بازیکنان ذخیره یک باشگاه با نام دیگری بازی کنند و اکنون اعتقاد بر این است که بازی‌هایی که اورتون سویفتز در سال‌های ۸۷–۱۸۸۶ انجام داد، اولین بازی‌هایی بود که توسط تیم دوم باشگاه اورتون انجام شد.
۹۰–۱۸۸۹ اولین فصل از «لیگ لیورپول و نواحی» بود. در فصل دوم آن، تیمی با نام اورتون اتلتیک، برای اولین بار در این لیگ شرکت کرد که احتمال می‌رود نام دیگری برای ذخیره‌های اورتون باشد.
کامبینیشن و لنکاشر کامبینیشن
از دیگر لیگ‌ها، «کامبینیشن» بود که در سال ۱۸۹۰ تأسیس شد و ذخیره‌های اورتون یک سال بعد به آن پیوستند و کارشان را با سه قهرمانی متوالی آغاز کردند. برای فصل ۹۵–۱۸۹۴، ذخیره‌های اورتون به «لنکاشر کامبینیشن» تغییر لیگ دادند و با رکورد میانگین ۶ گل در هر بازی، قهرمان آن شدند. فصل بعد، به لیگ «کامبینیشن» بازگشتند و تا فصل ۹۹–۱۸۹۸، چهار قهرمانی متوالی داشتند. در سال ۱۸۹۹، ذخیره‌های اورتون به «لنکاشر کامبینیشن» بازگشتند، اما دانه‌های افول تیم ریشه دواند و در ۱۲ فصل بعد، تنها ۵ قهرمانی را به دست آوردند.
سنترال لیگ
در سال ۱۹۱۱، ذخیره‌های اورتون همراه با تیم‌های ذخیره از دیگر باشگاه‌ها، لیگ «لنکاشر کامبینیشن» را ترک کردند تا به لیگ تازه‌تاسیس «سنترال لیگ» بپیوندند. «سنترال لیگ» با حضور ۱۷ تیم از شمال و میدلندز در فصل ۱۲–۱۹۱۱ آغاز شد. تا ۷۰ سال آینده ذخیره‌های اورتون در این لیگ رقابت کردند و چهار قهرمانی داشتند.
برای فصل ۸۳–۱۹۸۲، تعداد تیم‌های «سنترال لیگ» به ۳۲ افزایش یافت و به دو دسته اول و دوم تقسیم‌بندی شد. اورتون هشت فصل را در دسته اول آن گذراند و یک قهرمانی داشت.
در فصل ۹۱–۱۹۹۰، به دلیل حمایت مالی، نام این لیگ به «پونتیز سنترال لیگ» تغییر کرد. فصل بعد، ذخیره‌های اورتون برای اولین بار به دسته دوم سقوط کردند، اما بلافاصله به دسته اول بازگشتند.
در سال ۱۹۹۶، «سنترال لیگ» مجدداً سازماندهی شد و پونتینز ۱۳ تیم برتر را از دسته اول لیگ گذشته برگزید و «دسته برتر پونتیز» را برای تیم‌های ذخیره تشکیل داد. ذخیره‌های اورتون در ساختار جدید موفقیتی نداشتند.
لیگ برتر ذخیره‌ها/زیر-۲۱ سال
با توسعه رقابت‌های لیگ جوانان آکادمی، زیر چتر اتحادیه فوتبال انگلستان در سطوح زیر-۱۷ و زیر-۱۹ سال، پس از آن در سطح تیم‌های ذخیره/زیر ۲۱ سال، لیگ برتر ذخیره‌ها/زیر-۲۱ سال برای باشگاه‌های لیگ برتر، جایگزین «سنترال لیگ» تاریخی لیگ فوتبال شد. لیگ به دو بخش شمالی و جنوبی تقسیم شد که در ابتدا هر کدام ۱۳ تیم داشتند. ذخیره‌های اورتون در بخش شمالی این ساختار جدید شرکت کردند. با شروعی ضعیف، فصل اول را در رده نهم تمام کردند، اما در فصل دوم با عملکردی خوب قهرمان شدند.
برای فصل ۱۱–۲۰۱۰، بخش شمالی به گروه‌های آ و ب تقسیم شد. اورتون در گروه ب، بیشتر فصل را در جمع پنج تیم انتهای جدول گذراند تا اینکه با چهارمین برد خود در آن فصل، تا جایگاه چهارم جدول صعود کرد.
نقش و حتی نام ذخیره‌ها زیر سؤال رفته بود، چرا که ترکیب کنونی، بازیکنان کمتری از تیم اصلی داشت و بازیکنان جوان‌تری از آکادمی جوانان اورتون در آن به چشم می‌خورد و دیگر نمی‌شد آنها را ذخیره‌های اورتون نامید و این عنوان «ذخیره‌ها» بالاخره کنار گذاشته شد.
لیگ برتر زیر-۲۱ سال
در ۳ اوت ۲۰۱۲، رسماً اعلام شد که لیگ ۱ توسعه حرفه‌ای، جایگزین لیگ برتر ذخیره‌ها برای بازیکنان زیر-۲۱ سال می‌شود. تیم‌ها بر اساس طبقه‌بندی آکادمی‌های باشگاه‌ها رتبه‌بندی شدند (طبقه‌بندی هر سه سال یکبار مجدداً ارزیابی می‌شود) و اورتون، در رده آ قرار گرفت. دوران جدیدی برای ذخیره‌های تیم‌ها آغاز شده بود که تاریخچه آنها به دوران قبل از تشکیل لیگ فوتبال در سال ۱۸۸۸ بازمی‌گردد. اورتون، اما در این رقابت‌ها دستاوردی نداشت.
لیگ برتر ۲
از فصل ۱۷–۲۰۱۶، لیگ برتر ۲، با قالب و قوانین جدید به عنوان برترین سطح از لیگ توسعه حرفه‌ای معرفی شد. محدوده سنی بازیکنان در آن از زیر ۲۱ سال به زیر ۲۳ سال تغییر کرد. همچنین باشگاه‌ها مجاز بودند تا سه بازیکن و یک دروازه‌بان «بالاتر از سن مجاز» را وارد میدان کنند. در فصل اول و سوم از رقابت‌های جدید، تیم زیر-۲۳ سال اورتون با هدایت دیوید آنس‌ورث، موفق شد جام قهرمانی را به دست آورد.
برای فصل ۲۲–۲۰۲۱ تیم زیر-۲۳ سال اورتون در دسته اول از لیگ برتر ۲ رقابت می‌کند و بازی‌های خانگی‌اش را در ورزشگاه هِیگ اونیو شهر ساوت‌پورت انجام می‌دهد. گاهی، گودیسون پارک میزبان بازی‌های آنها بوده‌است.

### آکادمی اورتون
«آکادمی اورتون» در سال ۱۹۹۷ تأسیس شد و استعدادهای جوان را از سن ۶ سالگی برای باشگاه پرورش می‌دهد. این آکادمی در مجموعه تمرینی فینچ فارم واقع شده و بازیکنان همه گروه‌های سنی در آن تمرین می‌کنند.
از تربیت شدگان برجسته آکادمی اورتون می‌توان به وین رونی، ریچارد دان، مایکل بال، گوین مک‌کن، فرانسیس جفرز و اخیراً جان‌جو کنی، راس بارکلی، شکودران مصطفی و تام دیویس اشاره کرد.
| افتخارات آکادمی و تیم جوانان اورتون                 | افتخارات آکادمی و تیم جوانان اورتون | افتخارات آکادمی و تیم جوانان اورتون              |
| رقابت                                               | قهرمانی | نائب‌قهرمانی                                      |
| --------------------------------------------------- | --- | ------------------------------------------------ |
| لیگ برتر ۲                                          | (۲): ۱۷–۲۰۱۶، ۱۹–۲۰۱۸ | ---                                              |
| جام حذفی لیگ برتر                                   | (۱): ۲۰۱۹ | ---                                              |
| جام برتر لنکاشر                                     | (۷): ۱۸۹۴، ۱۸۹۷، ۱۹۱۰، ۱۹۳۵، ۱۹۴۰، ۱۹۶۴، ۲۰۱۶ | ---                                              |
| جام برتر لیورپول                                    | (۴۶): ۱۸۸۴، ۱۸۸۶، ۱۸۸۷، ۱۸۹۰، ۱۸۹۱، ۱۸۹۲، ۱۸۹۶، ۱۸۹۸، ۱۸۹۹، ۱۹۰۰، ۱۹:۱۹۹، ۱۹۱۴، ۱۹۱۹، ۱۹۲۳، ۱۹۲۲، ۱۹۲۳، ۱۹۲۴، ۱۹۲۲، ۱۹۲۳، ۱۹۲۴، ۱۹۲۶، ۱۹۲۸، ۱۹۲۴، ۱۹۲۶، ۱۹۴۵، ۱۹۵۳، ۱۹۴۰، ۱۹۴۵، ۱۹۵۳، ۱۹۵۴، ۱۹۵۶، ۱۹۵۷، ۱۹۵۹، ۱۹۶۰، ۱۹۶۱، ۱۹۸۳، ۱۹۹۶، ۲۰۰۳، ۲۰۰۵، ۲۰۰۷، ۲۰۱۶ (۶ قهرمانی مشترک: ۱۹۱۰، ۱۹۱۲، ۱۹۳۴، ۱۹۳۶، ۱۹۵۸، ۱۹۸۲) | ---                                              |
| سوپرجام ایرلند شمالی                                | (۷): ۱۹۹۵ (جوانان)، ۲۰۰۲ (جوانان)، ۲۰۰۸ (جوانان)، ۲۰۰۹ (جوانان)، ۲۰۱۱ (جوانان)، ۲۰۱۳ (جوانان)، ۲۰۱۶ (بزرگسالان) | (۳): ۱۹۹۹ (جوانان)، ۲۰۰۴ (جوانان)، ۲۰۱۲ (جوانان) |
| لیگ برتر زیر ۱۸ سال                                 | (۱): ۲۰۱۴ | ---                                              |
| تورنمنت قهرمانان آینده                              | --- | (۳): ۲۰۱۳                                        |
| لیگ برتر آکادمی                                     | (۱): ۲۰۱۱ | ---                                              |
| جام حذفی جوانان                                     | (۳): ۱۹۶۵، ۱۹۸۴، ۱۹۹۸ | (۴): ۱۹۶۱، ۱۹۷۷، ۱۹۸۳، ۲۰۰۲                      |
| لیگ مرکزی                                           | (۴): ۱۹۱۴، ۱۹۳۸، ۱۹۵۴، ۱۹۶۸ | ---                                              |
| فهرست کامل نتایج و دستآوردهای ذخیره‌ها/جوانان اورتون | |                                                  |

## زنان اورتون

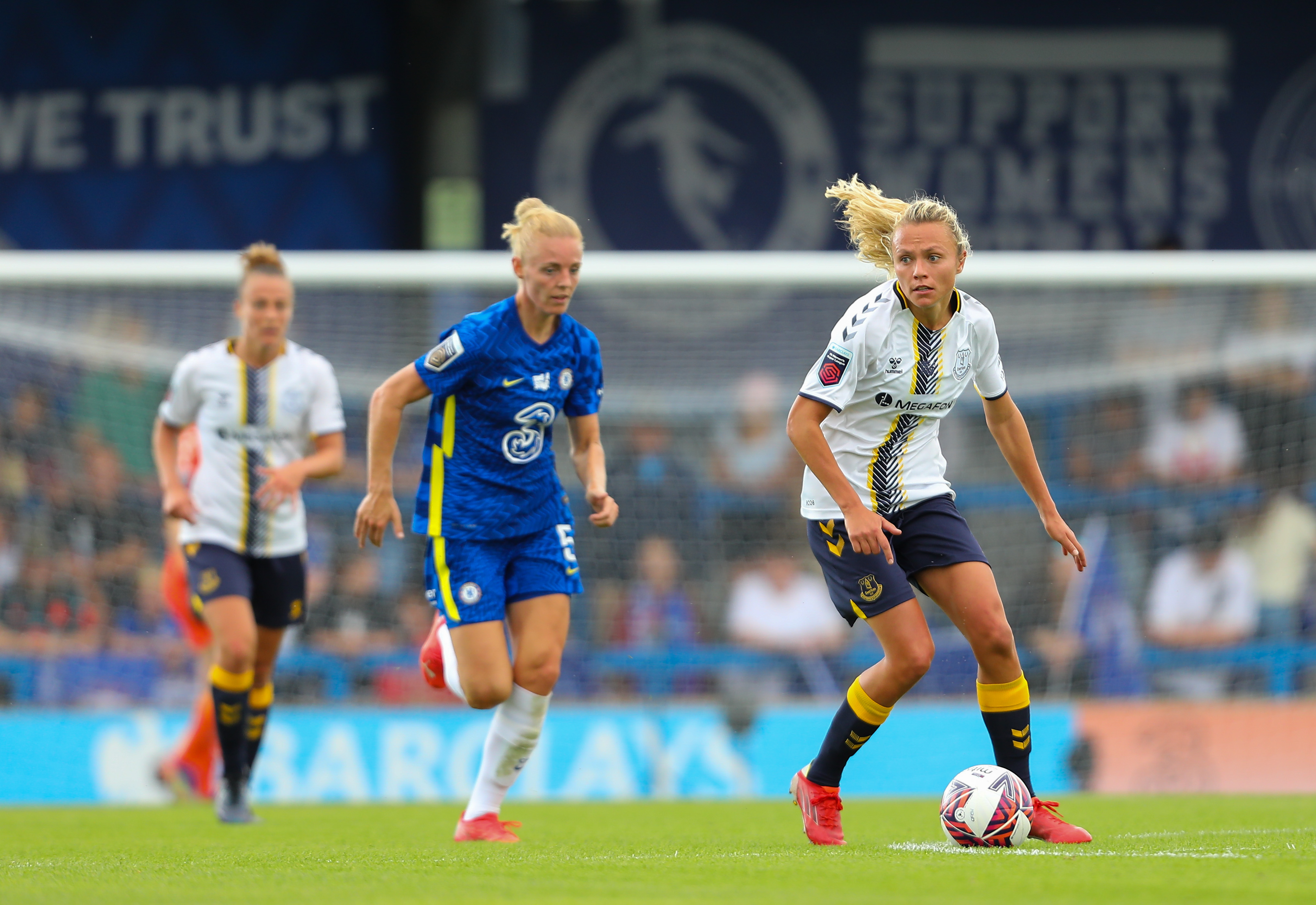
زنان اورتون در مصاف با چلسی، سپتامبر ۲۰۲۱

این باشگاه کار خود را با عنوان باشگاه فوتبال زنان هوی‌لِیک در سال ۱۹۸۳ آغاز کرد. سپس با باشگاه دولفینز ادغام شدند و لیسوو را تشکیل دادند. پس از آن و در ضمیمه یک قرارداد حمایت مالی، پاسیفیک را به عنوان خود اضافه کردند. با قهرمانی در فصل ۸۸–۱۹۸۷ از لیگ شمال غرب و نائب قهرمانی در فینال سال ۱۹۸۸ از جام حذفی زنان، به شهرت رسیدند. تا فصل ۹۲–۱۹۹۱، پنج سال پیاپی را در لیگ منطقه‌ای گذراندند و با گسترش لیگ‌های کشوری، فصل بعد در دسته یک لیگ شمال پذیرفته شدند و با قهرمانی در آن به لیگ برتر زنان اتحادیه فوتبال رسیدند.
از سال ۱۹۹۵، این باشگاه به عنوان بانوان اورتون کارش را ادامه داد و اکنون بخشی از باشگاه فوتبال اورتون است. در سال ۱۹۹۸، قهرمانی در لیگ برتر کشوری را به دست آوردند که بزرگترین افتخارشان تا به امروز است. با نایب قهرمانی در فصل ۰۸–۲۰۰۷، برای اولین بار به سهمیه جام یوفا دست یافتند و در فینال جام اتحادیه لیگ برتر از همان فصل، آرسنالی را که تا آن زمان، دو سال بی‌شکست را در انگلستان سپری کرده بود، مغلوب کردند.

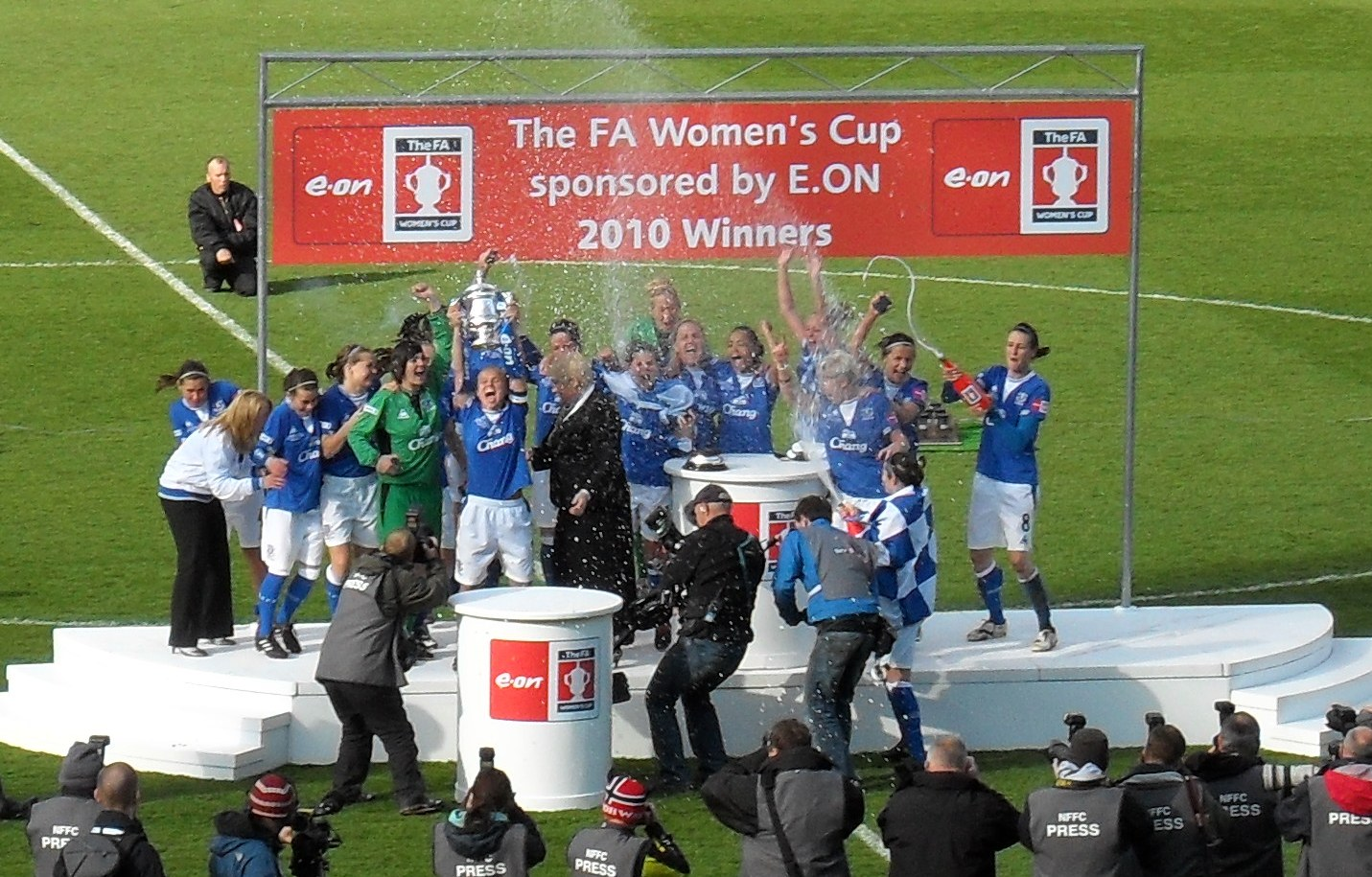
بانوان اورتون در جشن قهرمانی جام حذفی، ۲۰۱۰

در سال ۲۰۱۰، آرسنال را در فینال شکست دادند و اولین جام حذفی را با نام اورتون بالای سر بردند.
در سال ۲۰۱۱، تا مرحله یک چهارم نهایی از لیگ قهرمانان اروپا صعود کردند، جایی که بهترین عملکردشان تاکنون، توسط تیم آلمانی دیسبورگ متوقف شد.
اورتون از هشت تیم مؤسس سوپرلیگ زنان در مارس ۲۰۱۱ بود. پس از آنکه چندین فصل را در میانه جدول به پایان رساندند، در سپتامبر ۲۰۱۴ و پس از ۲۱ سال حضور در دسته برتر، به دسته دوم سقوط کردند.

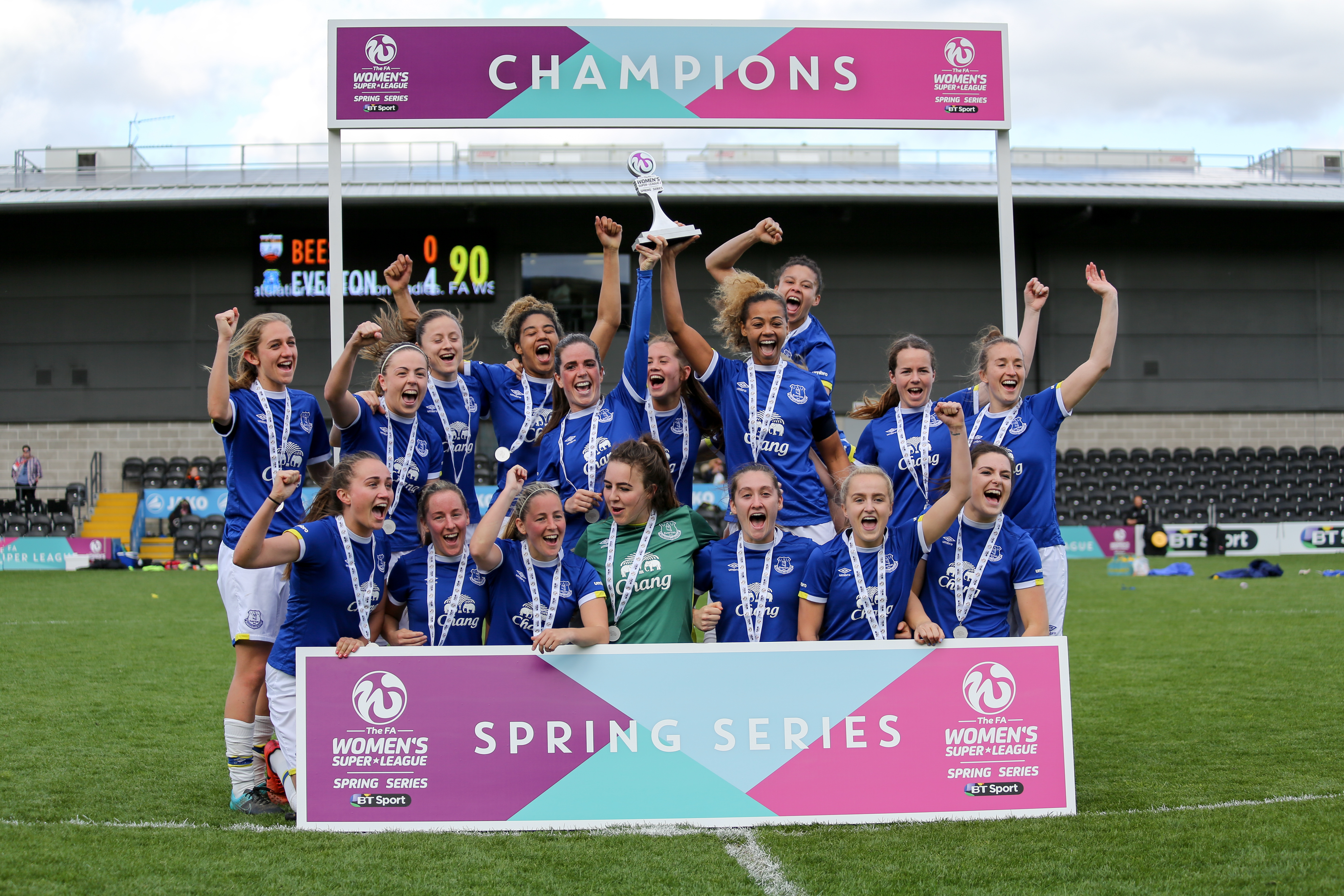
جشن قهرمانی دسته دوم سری بهار سوپرلیگ زنان، ۲۰۱۷

در سال ۲۰۱۷، قهرمان دسته دوم سری بهاره سوپر لیگ زنان شدند. این سری، صعود و سقوطی برای تیم‌ها نداشت، اما از آنجا که پیش از آغاز فصل ۱۸–۲۰۱۷، ناتس کونتی از دسته یک منحل شد، اورتون دعوت‌نامه بازگشت به لیگ برتر را دریافت کرد. اگرچه در فصل ۱۸–۲۰۱۷، عملکردی ناامیدکننده داشتند، به سبب افزایش تعداد تیم‌ها برای فصل بعد از سقوط اجتناب کردند.
قبل از فصل ۲۰–۲۰۱۹، بانوان را از نام خود حذف کردند و اگرچه اکنون به سادگی اورتون نامیده می‌شوند، در صورت لزوم و به صورت رسمی از عنوان زنان اورتون استفاده خواهند کرد تا از سردرگمی با تیم مردان جلوگیری شود.
در حال حاضر و برای فصل ۲۲–۲۰۲۱، اورتون در سوپرلیگ زنان اتحادیه فوتبال رقابت می‌کند.

## مالکیت
اورتون به لحاظ ساختاری، یک شرکت محدود با هیئت مدیره ای است که اکثریت سهام را در اختیار دارد. آخرین حساب‌های باشگاه از مه ۲۰۱۴، کل بدهی خالص را ۲۸٫۱ میلیون پوند با گردش مالی ۱۲۰٫۵ میلیون پوند و سود ۲۸٫۲ میلیون پوند نشان می‌داد. اضافه برداشت باشگاه با بانک بارکلیز با کمک «صندوق جوایز پایه» لیگ برتر تضمین می‌شود، که مبلغی تضمین‌شده‌است که به باشگاه‌ها برای رقابت در لیگ برتر پرداخت می‌شود. اورتون در سال ۲۰۰۲، با دو شرکت خدمات مالی بِر استِرنز و پرودنشال پی‌ال‌سی برای یک وام بلندمدت ۳۰ میلیون پوندی در طی ۲۵ سال به توافق رسید. این قرض در آن زمان برای تجمیع بدهی‌ها و همچنین منبع سرمایه‌ای برای خرید بازیکنان جدید بود. برای این وام، گودیسون پارک وثیقه گذاشته شد. در ۲۷ فوریه ۲۰۱۶، اردوان فرهاد مشیری تاجر و سرمایه‌گذار ایرانی-انگلیسی، ۴۹٫۹ درصد از سهام باشگاه را خرید و سهام‌دار اصلی شد. در سال‌های بعد، سهام اردوان فرهاد مشیری به بیش از ۷۷ درصد رسید.
| سهام‌داران اورتون    | سهام‌داران اورتون   | سهام‌داران اورتون | سهام‌داران اورتون |
| سمت                 | نام                | میزان سهام       | یادداشت |
| ------------------- | ------------------ | ---------------- | --- |
| مالک، مالک باشگاه   | اردوان فرهاد مشیری | ۱۲۷٬۰۳۱          | ۴۹٫۹ از سهام باشگاه فوتبال اورتون را در فوریه ۲۰۱۶ خریداری کرد. در سال ۲۰۱۸ سهم جان وودز را به تملک خود درآورد و سهم خود را به ۵۸٫۸٪ رساند. تا سپتامبر ۲۰۱۸، مشیری ۶۸٫۶٪ از سهام اورتون را در اختیار گرفت. تا ژانویه ۲۰۲۲، سهام او به بیش از ۹۴٪ رسیده‌است. |
| رئیس هیئت‌مدیره      | بیل کن‌رایت         | ۱٬۷۵۰            | در اکتبر ۱۹۸۹ وارد هیئت‌مدیره شد. |
| دیگر سهام‌داران      | دیگر سهام‌داران     | ۶٬۲۱۹            | --- |
| مدیر عامل           | دنیس بَرِت-بَکسِندِیل   | ---              | در سال ۲۰۱۸ منتصب شد، پس از مسئولیتش به عنوان معاون مدیر عامل. |
| اطلاعات سهام اورتون |                    |                  | |

## کادر فنی
تا تاریخ ۱۱ ژانویه ۲۰۲۵
| سمت              | نام             |
| ---------------- | --------------- |
| سرمربی           | دیوید مویس      |
| دستیار           | —               |
| مربی بدنساز      | جک داولینگ      |
| مربی بدنساز      | شان میلر        |
| مربی دروازه‌بان‌ها | آلن کلی         |
| سرپرست آکادمی    | کارل دارلینگتون |

| سمت               | نام        |
| ----------------- | ---------- |
| سرمربی زیر-۲۳ سال | پل تایت    |
| سرمربی زیر-۱۸ سال | لیتون بینز |

## بازیکنان

### بازیکنان فعلی
تا تاریخ ۲۸ سپتامبر ۲۰۲۲
| شماره |                 | پست       | بازیکن                     |
| ----- | --------------- | --------- | -------------------------- |
| ۱     | انگلستان        | دروازه‌بان | جردن پیکفورد (کاپیتان دوم) |
| ۲     | انگلستان        | مدافع     | جیمز تارکووسکی             |
| ۳     | اسکاتلند        | مدافع     | ناتان پترسون               |
| ۴     | انگلستان        | مدافع     | میسون هولگیت               |
| ۵     | انگلستان        | مدافع     | مایکل کین                  |
| ۶     | انگلستان        | مهاجم     | دوایت مک‌نیل                |
| ۷     | بلژیک           | هافبک     | آمادو اونانا               |
| ۸     | انگلستان        | مهاجم     | دامینیک کالورت-لوین        |
| ۱۱    | انگلستان        | مهاجم     | دمارای گری                 |
| ۱۳    | کلمبیا          | مدافع     | یری مینا                   |
| ۱۴    | انگلستان        | مهاجم     | اندروس تاونزند             |
| ۱۵    | بوسنی و هرزگوین | دروازه‌بان | آسمیر بگوویچ               |
| ۱۶    | مالی            | هافبک     | عبدولای دوکوره             |

| شماره |               | پست       | بازیکن                           |
| ----- | ------------- | --------- | -------------------------------- |
| ۱۷    | نیجریه        | هافبک     | الکس آیوبی                       |
| ۱۹    | اوکراین       | مدافع     | ویتالی میکولنکو                  |
| ۲۰    | فرانسه        | مهاجم     | نیل ماوپی                        |
| ۲۲    | انگلستان      | مدافع     | بن گادفری                        |
| ۲۳    | جمهوری ایرلند | مدافع     | شیموس کولمن (کاپیتان)            |
| ۲۶    | انگلستان      | هافبک     | تام دیویس                        |
| ۲۷    | سنگال         | هافبک     | ادریسا گی                        |
| ۲۹    | پرتغال        | مدافع     | روبن ویناگره (قرضی از اسپورتینگ) |
| ۳۰    | انگلستان      | مدافع     | کانر کودی (قرضی از ولورهمپتون)   |
| ۳۱    | انگلستان      | دروازه‌بان | اندی لونرگان                     |
| ۳۳    | ونزوئلا       | مهاجم     | سالومون روندون                   |
| ۳۵    | سوئیس         | دروازه‌بان | الدین یاکوپوویچ                  |
| ۳۷    | انگلستان      | هافبک     | جیمز گارنر                       |
|       | انگلستان      | هافبک     | کیرنان دوسبری-هال                |

### قرض داده‌شده
تا تاریخ ۱ فوریه ۲۰۲۲
| شماره |        | پست       | بازیکن                                          |
| ----- | ------ | --------- | ----------------------------------------------- |
|       | پرتغال | دروازه‌بان | ژوائو ویرژینیا (به اسپورتینگ تا ۳۰ ژوئن ۲۰۲۲)   |
|       | فرانسه | مدافع     | نیلز انکونکو (به استاندارد لیژ تا ۳۰ ژوئن ۲۰۲۲) |

| شماره |          | پست   | بازیکن                                          |
| ----- | -------- | ----- | ----------------------------------------------- |
|       | انگلستان | مهاجم | الیس سیمس (به هارت آو میدلوتین تا ۳۰ ژوئن ۲۰۲۲) |
|       | ایتالیا  | مهاجم | مویز کین (به یوونتوس تا ۳۰ ژوئن ۲۰۲۳)           |

## عملکرد فصل به فصل
جدول زیر، عملکرد فصل‌های اخیر اورتون را نمایش می‌دهد.
| ۱۱–۲۰۱۰ | لیگ برتر | ۱ | ۳۸ | ۱۳ | ۱۵ | ۱۰ | +۶  | ۵۴ | ۷  | دور ۵    | دور ۳    | جواز نگرفت. | جواز نگرفت.     | کیهیل (۹)                       | بکفورد (۱۰)ساها (۱۰)            | ۳۶٬۰۳۹ |
| ۱۲–۲۰۱۱ | لیگ برتر | ۱ | ۳۸ | ۱۵ | ۱۱ | ۱۲ | +۱۰ | ۵۶ | ۷  | ن. نهایی | دور ۴    | جواز نگرفت. | جواز نگرفت.     | یلاویج (۹)                      | یلاویج (۱۱)                     | ۳۳٬۲۲۸ |
| ۱۳–۲۰۱۲ | لیگ برتر | ۱ | ۳۸ | ۱۶ | ۱۵ | ۷  | +۱۵ | ۶۳ | ۶  | دور ۶    | دور ۳    | جواز نگرفت. | جواز نگرفت.     | فلینی (۱۱)                      | فلینی (۱۲)                      | ۳۶٬۳۵۶ |
| ۱۴–۲۰۱۳ | لیگ برتر | ۱ | ۳۸ | ۲۱ | ۹  | ۸  | +۲۲ | ۷۲ | ۵  | دور ۶    | دور ۳    | جواز نگرفت. | جواز نگرفت.     | لوکاکو (۱۵)                     | لوکاکو (۱۶)                     | ۳۷٬۷۳۲ |
| ۱۵–۲۰۱۴ | لیگ برتر | ۱ | ۳۸ | ۱۲ | ۱۱ | ۱۵ | −۲  | ۴۷ | ۱۱ | دور ۳    | دور ۳    | جواز نگرفت. | ل. اروپا–۱/۸ ن. | لوکاکو (۱۰)                     | لوکاکو (۲۰)                     | ۳۸٬۴۰۶ |
| ۱۶–۲۰۱۵ | لیگ برتر | ۱ | ۳۸ | ۱۱ | ۱۴ | ۱۳ | +۴  | ۴۷ | ۱۱ | ن. نهایی | ن. نهایی | جواز نگرفت. | جواز نگرفت.     | لوکاکو (۱۸)                     | لوکاکو (۲۵)                     | ۳۸٬۲۲۸ |
| ۱۷–۲۰۱۶ | لیگ برتر | ۱ | ۳۸ | ۱۷ | ۱۰ | ۱۱ | +۱۸ | ۶۱ | ۷  | دور ۳    | دور ۳    | جواز نگرفت. | جواز نگرفت.     | لوکاکو (۲۵)                     | لوکاکو (۲۶)                     | ۳۹٬۴۹۴ |
| ۱۸–۲۰۱۷ | لیگ برتر | ۱ | ۳۸ | ۱۳ | ۱۰ | ۱۵ | −۱۴ | ۴۹ | ۸  | دور ۳    | دور ۴    | جواز نگرفت. | ل. اروپا–م. گ.  | رونی (۱۰)                       | رونی (۱۱)                       | ۳۸٬۷۹۷ |
| ۱۹–۲۰۱۸ | لیگ برتر | ۱ | ۳۸ | ۱۵ | ۹  | ۱۴ | +۸  | ۵۴ | ۸  | دور ۴    | دور ۳    | جواز نگرفت. | جواز نگرفت.     | سیگرثسون (۱۳)ریشارلیسون (۱۳)    | سیگرثسون (۱۴)ریشارلیسون (۱۴)    | ۳۸٬۷۸۰ |
| ۲۰–۲۰۱۹ | لیگ برتر | ۱ | ۳۸ | ۱۳ | ۱۰ | ۱۵ | −۱۲ | ۴۹ | ۱۲ | دور ۳    | ۱/۴ ن.   | جواز نگرفت. | جواز نگرفت.     | کالورت-لوین (۱۳)ریشارلیسون (۱۳) | کالورت-لوین (۱۵)ریشارلیسون (۱۵) | ۳۹٬۲۵۶ |
| ۲۱–۲۰۲۰ | لیگ برتر | ۱ | ۳۸ | ۱۷ | ۸  | ۱۳ | −۱  | ۵۹ | ۱۰ | ۱/۴ ن.   | ۱/۴ ن.   | جواز نگرفت. | جواز نگرفت.     | کالورت-لوین (۱۶)                | کالورت-لوین (۲۱)                | ۰      |

## آمار عملکرد در رقابت‌های اروپایی
تا تاریخ ۲۰ آوریل ۲۰۲۱
| آمار عملکرد در رقابت‌های اروپایی              | آمار عملکرد در رقابت‌های اروپایی | آمار عملکرد در رقابت‌های اروپایی | آمار عملکرد در رقابت‌های اروپایی | آمار عملکرد در رقابت‌های اروپایی | آمار عملکرد در رقابت‌های اروپایی | آمار عملکرد در رقابت‌های اروپایی | آمار عملکرد در رقابت‌های اروپایی | آمار عملکرد در رقابت‌های اروپایی |
| رقابت                                        | بازی                            | پ.                              | ت.                              | ش.                              | گ.ز.                            | گ.خ.                            | ت.گ.                            | ٪پ.                             |
| رقابت‌های یوفا                                | رقابت‌های یوفا                   | رقابت‌های یوفا                   | رقابت‌های یوفا                   | رقابت‌های یوفا                   | رقابت‌های یوفا                   | رقابت‌های یوفا                   | رقابت‌های یوفا                   | رقابت‌های یوفا                   |
| -------------------------------------------- | ------------------------------- | ------------------------------- | ------------------------------- | ------------------------------- | ------------------------------- | ------------------------------- | ------------------------------- | ------------------------------- |
| لیگ قهرمانان اروپا                           | ۱۰                              | ۲                               | ۵                               | ۳                               | ۱۴                              | ۱۰                              | ۴+                              | ۰۲۰                             |
| لیگ اروپا                                    | ۵۲                              | ۲۷                              | ۸                               | ۱۷                              | ۸۷                              | ۶۴                              | ۲۳+                             | ۰۵۲                             |
| جام در جام اروپا                             | ۱۷                              | ۱۱                              | ۴                               | ۲                               | ۲۵                              | ۹                               | ۱۶+                             | ۰۶۵                             |
| مجموع                                        | ۷۹                              | ۴۰                              | ۱۷                              | ۲۲                              | ۱۲۶                             | ۸۴                              | ۴۲+                             | ۰۵۱                             |
| رقابت‌های غیر-یوفا                            |                                 |                                 |                                 |                                 |                                 |                                 |                                 |                                 |
| اینتر-سیتیز فیرز کاپ                         | ۱۲                              | ۷                               | ۲                               | ۳                               | ۲۲                              | ۱۵                              | ۷+                              | ۰۵۸                             |
| مجموع                                        | ۱۲                              | ۷                               | ۲                               | ۳                               | ۲۲                              | ۱۵                              | ۷+                              | ۰۵۸                             |
| فهرست کامل عملکرد اورتون در رقابت‌های اروپایی |                                 |                                 |                                 |                                 |                                 |                                 |                                 |                                 |

## افتخارات
| افتخارات                     | افتخارات                                                                             | افتخارات                                                                    |
| رقابت                        | قهرمانی                                                                              | نائب‌قهرمانی                                                                 |
| رقابت‌های داخلی               | رقابت‌های داخلی                                                                       | رقابت‌های داخلی                                                              |
| ---------------------------- | ------------------------------------------------------------------------------------ | --------------------------------------------------------------------------- |
| لیگ برتر انگلیس              | (۹): ۹۱–۱۸۹۰، ۱۵–۱۹۱۴، ۲۸–۱۹۲۷، ۳۲–۱۹۳۱، ۳۹–۱۹۳۸، ۶۳–۱۹۶۲، ۷۰–۱۹۶۹، ۸۵–۱۹۸۴، ۸۷–۱۹۸۶ | (۷): ۹۰–۱۸۸۹، ۹۵–۱۸۹۴، ۰۲–۱۹۰۱، ۰۵–۱۹۰۴، ۰۹–۱۹۰۸، ۱۲–۱۹۱۱، ۸۶–۱۹۸۵          |
| چمپیونشیپ                    | (۱): ۳۱–۱۹۳۰                                                                         | (۱): ۵۴–۱۹۵۳                                                                |
| جام حذفی                     | (۵): ۰۶–۱۹۰۵، ۳۳–۱۹۳۲، ۶۶–۱۹۶۵، ۸۴–۱۹۸۳، ۹۵–۱۹۹۴                                     | (۸): ۹۳–۱۸۹۲، ۹۷–۱۸۹۶، ۰۷–۱۹۰۶، ۶۸–۱۹۶۷، ۸۵–۱۹۸۴، ۸۶–۱۹۸۵، ۸۹–۱۹۸۸، ۰۹–۲۰۰۸ |
| سوپر جام انگلستان            | (۹): ۱۹۲۸، ۱۹۳۲، ۱۹۶۳، ۱۹۷۰، ۱۹۸۴، ۱۹۸۵، ۱۹۸۶، ۱۹۸۷، ۱۹۹۵                            | ---                                                                         |
| جام اتحادیه                  | ---                                                                                  | (۲): ۷۷–۱۹۷۶، ۸۴–۱۹۸۳                                                       |
| رقابت‌های بین‌المللی           |                                                                                      |                                                                             |
| لیگ قهرمانان اروپا           | ---                                                                                  | ---                                                                         |
| جام یوفا                     | ---                                                                                  | ---                                                                         |
| جام برندگان جام اروپا        | (۱): ۸۵–۱۹۸۴                                                                         | ---                                                                         |
| فهرست کامل دستآوردهای اورتون |                                                                                      |                                                                             |

## آمار و رکوردهای باشگاه

### رکورد نقل و انتقالات

#### گران‌قیمت‌ترین خریدهای باشگاه

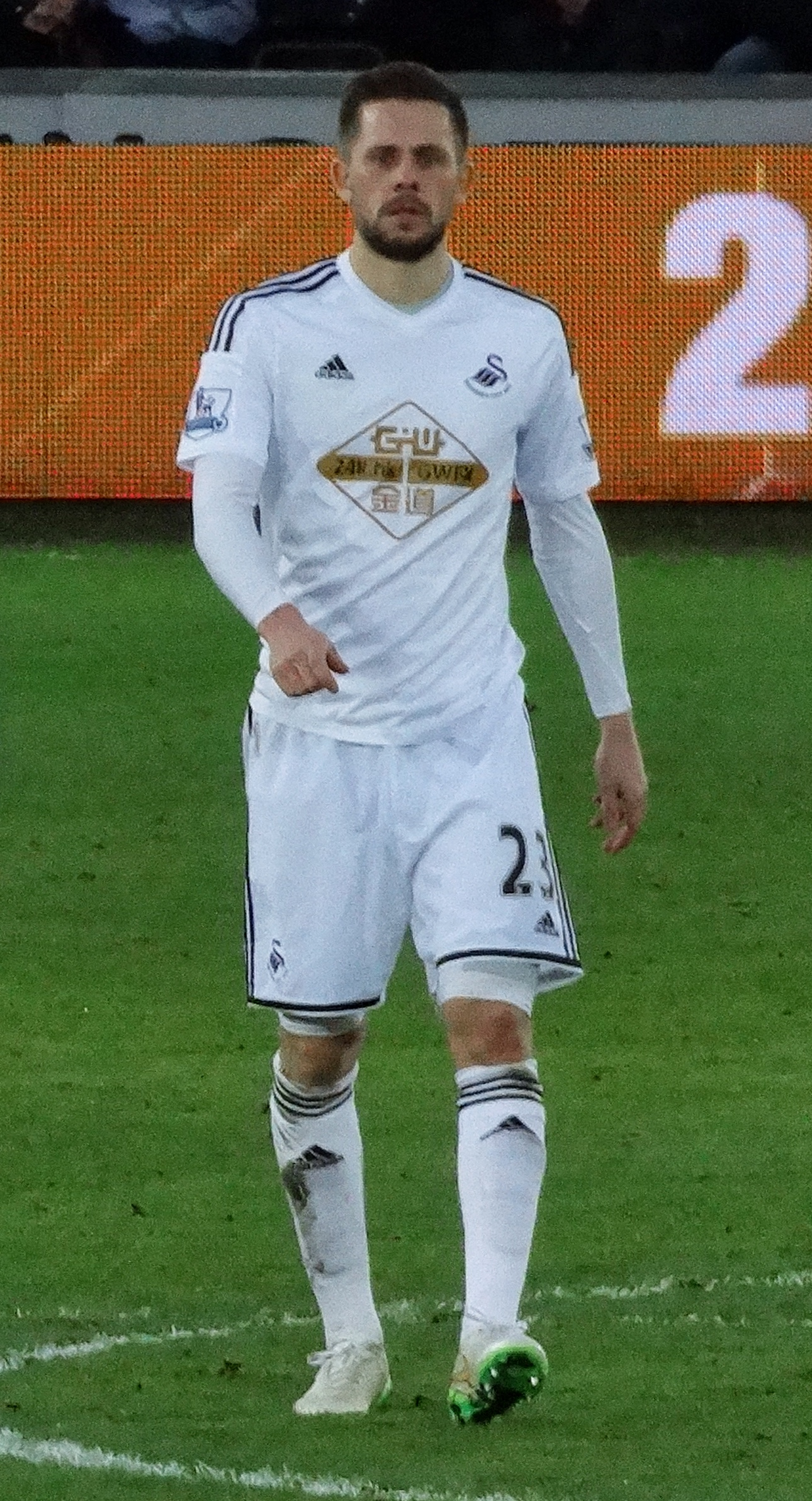
سیگرثسون، گران‌ترین خرید اورتون

| #                                  | نام            | مبدأ          | مبلغ    | سال  |
| ---------------------------------- | -------------- | ------------- | ------- | ---- |
| ۱                                  | کیلوی سیگرثسون | سوانزی سیتی   | ۴۰ م£   | ۲۰۱۷ |
| ۲                                  | ریشارلیسون     | واتفورد       | ۳۵ م£   | ۲۰۱۸ |
| ۳                                  | جردن پیکفورد   | ساندرلند      | ۲۵ م£   | ۲۰۱۷ |
| ۴                                  | یری مینا       | بارسلونا      | ۲۷ م£   | ۲۰۱۸ |
| ۵                                  | روملو لوکاکو   | چلسی          | ۲۸ م£   | ۲۰۱۴ |
| ۶                                  | الکس ایووبی    | آرسنال        | ۲۸ م£   | ۲۰۱۹ |
| ۷                                  | مایکل کین      | برنلی         | ۲۵ م£   | ۲۰۱۷ |
| ۸                                  | دیوی کلاسن     | آژاکس         | ۲۳٫۶ م£ | ۲۰۱۷ |
| ۹                                  | یانیک بولازی   | کریستال پالاس | ۲۲٫۵ م£ | ۲۰۱۶ |
| ۱۰                                 | جنک تسون       | بشیکتاش       | ۲۱ م£   | ۲۰۱۸ |
| فهرست کامل گران‌ترین خریدهای اورتون |                |               |         |      |

#### گران‌قیمت‌ترین فروش‌های باشگاه

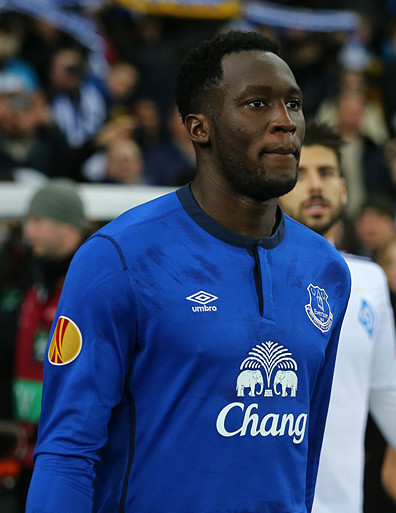
لوکاکو، گران‌ترین فروش اورتون

| #                                  | نام           | مقصد           | مبلغ    | سال  |
| ---------------------------------- | ------------- | -------------- | ------- | ---- |
| ۱                                  | روملو لوکاکو  | منچستر یونایتد | ۹۰ م£   | ۲۰۱۷ |
| ۲                                  | جان استونز    | منچستر سیتی    | ۴۷٫۵ م£ | ۲۰۱۶ |
| ۳                                  | مروان فلاینی  | منچستر یونایتد | ۲۷٫۵ م£ | ۲۰۱۳ |
| ۴                                  | وین رونی      | منچستر یونایتد | ۲۷ م£   | ۲۰۰۴ |
| ۵                                  | جولین لسکات   | منچستر سیتی    | ۲۴ م£   | ۲۰۰۹ |
| ۶                                  | راس بارکلی    | چلسی           | ۱۵ م£   | ۲۰۱۸ |
| ۷                                  | نیکولا ولاشیچ | زسکا مسکو      | ۱۴ م£   | ۲۰۱۹ |
| ۸                                  | جک رادول      | منچستر سیتی    | ۱۲ م£   | ۲۰۱۲ |
| فهرست کامل گران‌ترین فروش‌های اورتون |               |                |         |      |

## تاریخچه، آمار و افتخارات مربیان و بازیکنان

### مربیان
رکورد طولانی‌ترین دوره هدایت تیم اورتون در اختیار هری کتریک است؛ او در حد فاصل سال‌های ۷۳–۱۹۶۱ و طی ۵۹۴ بازی، هدایت تیم اورتون را بر عهده داشت.
پرافتخارترین مربی تاریخ اورتون که موفق به کسب قهرمانی‌های داخلی و بین‌المللی شد، هاوارد کندال است؛ او موفق به کسب دو عنوان قهرمانی لیگ انگلیس، قهرمانی در جام حذفی انگلستان ۱۹۸۴، قهرمانی در جام برندگان جام اروپا ۱۹۸۵ و سه عنوان قهرمانی جام خیریه انگلستان شد.

#### فهرست مربیان باشگاه
بازی‌های برگزارشده تا تاریخ ۳۱ ژانویه ۲۰۲۲. تنها رقابت‌های رسمی و حرفه‌ای محاسبه شده‌اند.
| مربی                 | ملیت          | از تاریخ       | تا تاریخ       | بازی | پ.  | ت.  | ش.  | %پ.                                            | افتخارات        | یادداشت               |
| -------------------- | ------------- | -------------- | -------------- | ---- | --- | --- | --- | ---------------------------------------------- | --------------- | --------------------- |
| ویلیام ادوارد بارکلی | ایرلند        | اوت ۱۸۸۸       | مه ۱۸۸۹        | ۲۲   | ۹   | ۲   | ۱۱  | ۰۴۱                                            |                 | [ ۱۶۹ ]               |
| دیک مولینکس          | انگلستان      | اوت ۱۸۸۹       | مه ۱۹۰۱        | ۳۸۶  | ۱۹۴ | ۶۴  | ۱۲۸ | ۰۵۰                                            | - (۱) دسته اول  | [ ۱۷۰ ]               |
| ویل کاف              | انگلستان      | اوت ۱۹۰۱       | مه ۱۹۱۸        | ۵۷۷  | ۲۷۵ | ۱۱۰ | ۱۹۲ | ۰۴۸                                            | - (۱) جام حذفی  | [ ۱۷۱ ]               |
| ویلیام جی. ساویر     | انگلستان      | اوت ۱۹۱۸       | مه ۱۹۱۹        | ۰    | ۰   | ۰   | ۰   | —                                              |                 | [ ۱۷۲ ] [ یادداشت ۳ ] |
| توماس مک‌اینتاش       | انگلستان      | اوت ۱۹۱۹       | مه ۱۹۳۵        | ۷۱۹  | ۲۸۶ | ۱۷۹ | ۲۵۴ | ۰۴۰                                            | - (۲) جام خیریه | [ ۱۷۳ ]               |
| کمیته اورتون         |               | مه ۱۹۳۵        | ژوئن ۱۹۳۹      | ۱۸۰  | ۷۶  | ۳۶  | ۶۸  | ۰۴۲                                            | - (۱) دسته اول  | [ ۱۷۴ ]               |
| تئو کلی              | انگلستان      | ژوئن ۱۹۳۹      | ۱ سپتامبر ۱۹۴۸ | ۱۰۰  | ۳۸  | ۱۹  | ۴۳  | ۰۳۸                                            |                 | [ ۱۷۴ ]               |
| کلیف بریتون          | انگلستان      | ۱ سپتامبر ۱۹۴۸ | ۱ فوریه ۱۹۵۶   | ۳۴۴  | ۱۲۵ | ۹۲  | ۱۲۷ | ۰۳۶                                            |                 | [ ۱۷۵ ]               |
| یان بوکان            | اسکاتلند      | ۱ فوریه ۱۹۵۶   | ۱ اکتبر ۱۹۵۸   | ۱۱۶  | ۳۸  | ۲۴  | ۵۴  | ۰۳۳                                            |                 | [ ۱۷۶ ]               |
| جانی کری             | جمهوری ایرلند | ۱ اکتبر ۱۹۵۸   | ۱۵ آوریل ۱۹۶۱  | ۱۲۲  | ۵۱  | ۲۲  | ۴۹  | ۰خطا در الگو:Nts: Fractions are not supported  |                 | [ ۱۷۷ ]               |
| هری کتریک            | انگلستان      | ۲۲ آوریل ۱۹۶۱  | ۷ آوریل ۱۹۷۳   | ۵۹۴  | ۲۷۶ | ۱۵۷ | ۱۶۱ | ۰۴۶                                            | - (۱) جام حذفی  | [ ۱۷۸ ]               |
| تام ایگل‌استون*       | انگلستان      | ۱۲ آوریل ۱۹۷۳  | ۲۸ مه ۱۹۷۳     | ۶    | ۱   | ۲   | ۳   | ۰۱۷                                            |                 | [ ۱۷۹ ] [ ۱۸۰ ]       |
| بیلی بینگهام         | ایرلند شمالی  | ۲۵ اوت ۱۹۷۳    | ۸ ژانویه ۱۹۷۷  | ۱۷۲  | ۶۴  | ۵۵  | ۵۳  | ۰۳۷                                            |                 | [ ۱۸۱ ]               |
| استیو بورتنشاو*      | انگلستان      | ۱۰ ژانویه ۱۹۷۷ | ۳۰ ژانویه ۱۹۷۷ | ۴    | ۰   | ۲   | ۲   | ۰۰خطا در الگو:Nts: Fractions are not supported |                 | [ ۱۷۹ ] [ ۱۸۲ ]       |
| گوردون لی            | انگلستان      | ۱ فوریه ۱۹۷۷   | ۴ مه ۱۹۸۱      | ۲۳۴  | ۹۲  | ۷۲  | ۷۰  | ۰خطا در الگو:Nts: Fractions are not supported  |                 | [ ۱۸۳ ]               |
| هاوارد کندال         | انگلستان      | مه ۱۹۸۱        | ۱۱ مه ۱۹۸۷     | ۳۳۸  | ۱۸۳ | ۷۸  | ۷۷  | ۰خطا در الگو:Nts: Fractions are not supported  | - (۳) جام خیریه | [ ۱۸۵ ]               |
| کالین هاروی          | انگلستان      | ۱ اوت ۱۹۸۷     | ۳۰ اکتبر ۱۹۹۰  | ۱۷۰  | ۷۲  | ۵۲  | ۴۶  | ۰خطا در الگو:Nts: Fractions are not supported  | - (۱) جام خیریه | [ ۱۸۶ ]               |
| جیمی گابریل*         | اسکاتلند      | ۳ نوامبر ۱۹۹۰  | ۳ نوامبر ۱۹۹۰  | ۱    | ۱   | ۰   | ۰   | خطا در الگو:Nts: Fractions are not supported   |                 | [ ۱۷۹ ] [ ۱۸۷ ]       |
| هاوارد کندال         | انگلستان      | ۱۰ نوامبر ۱۹۹۰ | ۴ دسامبر ۱۹۹۳  | ۱۶۲  | ۶۳  | ۴۰  | ۵۹  | ۰خطا در الگو:Nts: Fractions are not supported  |                 | [ ۱۸۵ ]               |
| جیمی گابریل*         | اسکاتلند      | ۸ دسامبر ۱۹۹۳  | ۳ ژانویه ۱۹۹۴  | ۷    | ۰   | ۱   | ۶   | ۰۰خطا در الگو:Nts: Fractions are not supported |                 | [ ۱۷۹ ] [ ۱۸۷ ]       |
| مایک واکر            | ولز           | ۸ ژانویه ۱۹۹۴  | ۵ نوامبر ۱۹۹۴  | ۳۵   | ۶   | ۱۱  | ۱۸  | ۰خطا در الگو:Nts: Fractions are not supported  |                 | [ ۱۸۸ ]               |
| جو رویل              | انگلستان      | ۲۱ نوامبر ۱۹۹۴ | ۲۷ مارس ۱۹۹۷   | ۱۲۳  | ۴۸  | ۳۹  | ۳۶  | ۰خطا در الگو:Nts: Fractions are not supported  | - (۱) جام خیریه | [ ۱۸۹ ] [ ۱۹۰ ]       |
| دیو واتسون*          | انگلستان      | ۵ آوریل ۱۹۹۷   | ۱۱ مه ۱۹۹۷     | ۷    | ۱   | ۳   | ۳   | ۰خطا در الگو:Nts: Fractions are not supported  |                 | [ ۱۹۱ ] [ ۱۹۲ ]       |
| هاوارد کندلل         | انگلستان      | ۲۷ ژوئن ۱۹۹۷   | ۱۰ مه ۱۹۹۸     | ۴۲   | ۱۱  | ۱۳  | ۱۸  | ۰خطا در الگو:Nts: Fractions are not supported  |                 | [ ۱۸۵ ]               |
| والتر اسمیت          | اسکاتلند      | ۱۵ اوت ۱۹۹۸    | ۱۰ مارس ۲۰۰۲   | ۱۷۳  | ۵۶  | ۵۰  | ۶۷  | ۰خطا در الگو:Nts: Fractions are not supported  |                 | [ ۱۹۳ ]               |
| دیوید مویز           | اسکاتلند      | ۱۶ مارس ۲۰۰۲   | ۱۹ مه ۲۰۱۳     | ۵۱۶  | ۲۱۷ | ۱۳۹ | ۱۶۰ | ۰خطا در الگو:Nts: Fractions are not supported  |                 | [ ۱۹۴ ]               |
| روبرتو مارتینز       | اسپانیا       | ۱۷ اوت ۲۰۱۳    | ۱۲ مه ۲۰۱۶     | ۱۴۰  | ۶۰  | ۳۹  | ۴۱  | ۰خطا در الگو:Nts: Fractions are not supported  |                 |                       |
| دیوید آنس‌ورث*        | انگلستان      | ۱۵ مه ۲۰۱۶     | ۱۵ مه ۲۰۱۶     | ۱    | ۱   | ۰   | ۰   | خطا در الگو:Nts: Fractions are not supported   |                 |                       |
| رونالت کومان         | هلند          | ۱۴ ژوئن ۲۰۱۶   | ۲۳ اکتبر ۲۰۱۷  | ۵۸   | ۲۴  | ۱۴  | ۲۰  | ۰خطا در الگو:Nts: Fractions are not supported  |                 |                       |
| دیوید آنس‌ورث*        | انگلستان      | ۲۴ اکتبر ۲۰۱۷  | ۳۰ نوامبر ۲۰۱۷ | ۸    | ۲   | ۱   | ۵   | ۰خطا در الگو:Nts: Fractions are not supported  |                 |                       |
| سم الردایس           | انگلستان      | ۳۰ نوامبر ۲۰۱۷ | ۱۶ مه ۲۰۱۸     | ۲۶   | ۱۰  | ۷   | ۹   | ۰خطا در الگو:Nts: Fractions are not supported  |                 |                       |
| مارکو سیلوا          | پرتغال        | ۳۱ مه ۲۰۱۸     | ۵ دسامبر ۲۰۱۹  | ۶۰   | ۲۴  | ۱۲  | ۲۴  | ۰خطا در الگو:Nts: Fractions are not supported  |                 |                       |
| دانکن فرگوسن*        | اسکاتلند      | ۵ دسامبر ۲۰۱۹  | ۲۱ دسامبر ۲۰۱۹ | ۴    | ۱   | ۳   | ۰   | ۰خطا در الگو:Nts: Fractions are not supported  |                 |                       |
| کارلو آنچلوتی        | ایتالیا       | ۲۱ دسامبر ۲۰۱۹ | ۱ ژوئن ۲۰۲۱    | ۶۷   | ۳۱  | ۱۴  | ۲۲  | ۰خطا در الگو:Nts: Fractions are not supported  |                 |                       |
| رافائل بنیتز         | اسپانیا       | ۳۰ ژوئن ۲۰۲۱   | ۱۶ ژانویه ۲۰۲۲ | ۲۲   | ۷   | ۵   | ۱۰  | ۰خطا در الگو:Nts: Fractions are not supported  |                 |                       |
| دانکن فرگوسن*        | اسکاتلند      | ۱۶ ژانویه ۲۰۲۲ | ۳۱ ژانویه ۲۰۲۲ | ۱    | ۰   | ۰   | ۱   | ۰۰خطا در الگو:Nts: Fractions are not supported |                 |                       |
| فرانک لمپارد         | انگلستان      | ۳۱ ژانویه ۲۰۲۲ |                | ۰    | ۰   | ۰   | ۰   | —                                              |                 |                       |

### بازیکنان

#### بزرگان اورتون
بازیکنان زیر به دلیل کمک‌های بزرگشان به باشگاه در زمره بزرگان اورتون در نظر گرفته می‌شوند. هیئتی منصوب به دست باشگاه، لیست ابتدایی را در سال ۲۰۰۰ ایجاد کرد و هر فصل عضوی جدید اعلام می‌شود.

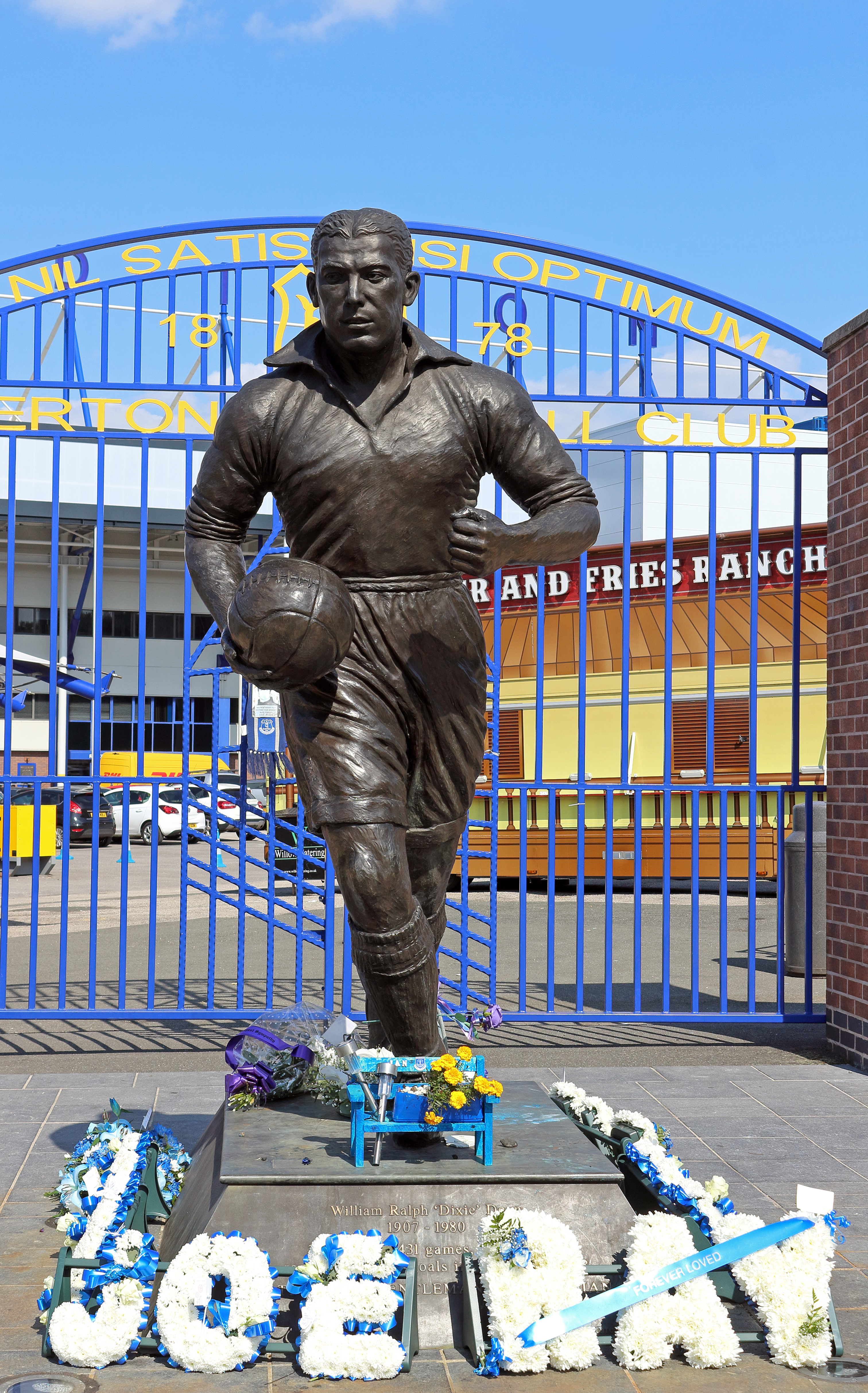
تندیس دیکسی دین، بیرون از محوطه گودیسون پارک

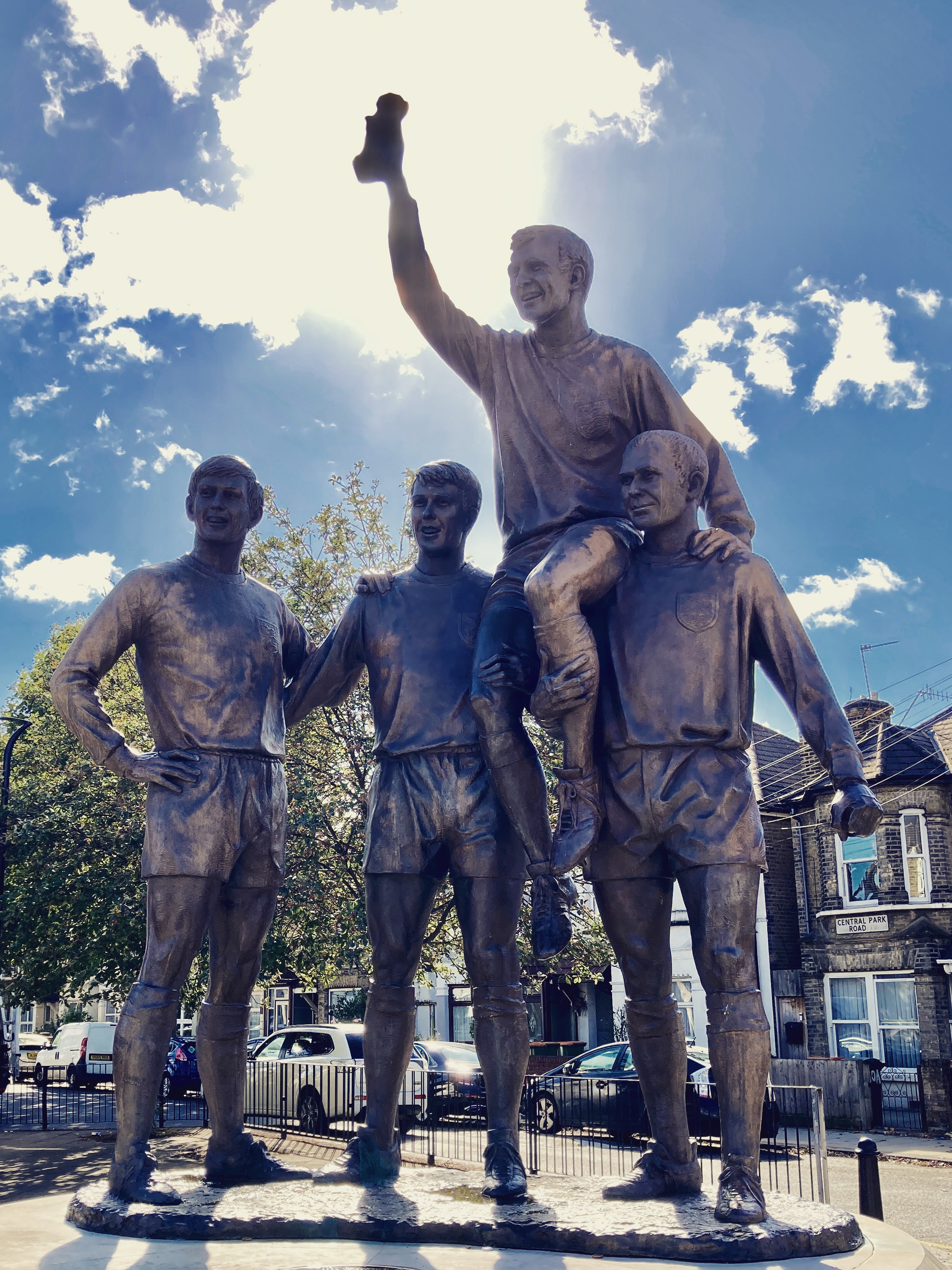
تندیس ری ویلسون، اولین از سمت راست

| سال                                             | نام             | پست | بازیکن             | مربی                      | حضور | گل  |
| ----------------------------------------------- | --------------- | --- | ------------------ | ------------------------- | ---- | --- |
| ۲۰۲۰                                            | پت ون‌دن‌هاووه    | LB  | ۸۹–۱۹۸۴            |                           | ۱۳۵  | ۲   |
| ۲۰۲۰                                            | گری استیونز     | RB  | ۸۸–۱۹۸۲            |                           | ۲۰۸  | ۸   |
| ۲۰۱۹                                            | دیوید آنس‌ورث    | LB  | ۹۷–۱۹۹۲، ۲۰۰۴–۱۹۹۸ | ۲۰۱۶، ۲۰۱۷ (موقت)         | ۲۰۴  | ۳۴  |
| ۲۰۱۸                                            | آدرین هیث       | FW  | ۸۸–۱۹۸۲            |                           | ۲۲۶  | ۷۱  |
| ۲۰۱۷                                            | روی ورنون       | FW  | ۶۵–۱۹۶۰            |                           | ۱۷۶  | ۱۰۱ |
| ۲۰۱۶                                            | تامی رایت       | FB  | ۷۴–۱۹۶۴            |                           | ۳۷۳  | ۴   |
| ۲۰۱۵                                            | میک لاینز       | DF  | ۸۲–۱۹۷۱            |                           | ۳۹۰  | ۴۸  |
| ۲۰۱۴                                            | بابی کالینز     | FW  | ۶۲–۱۹۵۸            |                           | ۱۳۳  | ۴۲  |
| ۲۰۱۳                                            | درک تمپل        | FW  | ۶۷–۱۹۵۷            |                           | ۲۳۴  | ۷۲  |
| ۲۰۱۲                                            | برایان لابون    | CB  | ۷۱–۱۹۵۸            |                           | ۴۵۱  | ۲   |
| ۲۰۱۱                                            | دانکن فرگوسن    | FW  | ۹۸–۱۹۹۴، ۰۶–۲۰۰۰   | ۲۰۱۹ (موقت)               | ۲۴۰  | ۶۲  |
| ۲۰۱۰                                            | ترور استیون     | MF  | ۸۹–۱۹۸۳            |                           | ۲۱۰  | ۴۸  |
| ۲۰۰۹                                            | هری کتریک       | FW  | ۵۱–۱۹۴۶            | ۱۹۶۱–۱۹۷۳                 | ۵۹   | ۱۹  |
| ۲۰۰۸                                            | گُردُن وست        | GK  | ۷۲–۱۹۶۲            |                           | ۴۰۲  | ۰   |
| ۲۰۰۷                                            | کالین هاروی     | MF  | ۷۴–۱۹۶۳            | ۱۹۸۷–۱۹۹۰                 | ۳۸۴  | ۲۴  |
| ۲۰۰۶                                            | پیتر رید        | MF  | ۸۹–۱۹۸۲            |                           | ۲۳۴  | ۱۳  |
| ۲۰۰۵                                            | گرایم شارپ      | FW  | ۹۱–۱۹۷۹            |                           | ۴۴۷  | ۱۵۹ |
| ۲۰۰۴                                            | جو رویل         | FW  | ۷۴–۱۹۶۶            | ۹۷–۱۹۹۴                   | ۲۷۵  | ۱۱۹ |
| ۲۰۰۳                                            | کوین رتکلیف     | CB  | ۹۱–۱۹۸۰            |                           | ۴۶۱  | ۲   |
| ۲۰۰۲                                            | ری ویلسون       | LB  | ۶۸–۱۹۶۴            |                           | ۱۵۱  | ۰   |
| ۲۰۰۱                                            | الن بال         | MF  | ۷۱–۱۹۶۶            |                           | ۲۵۱  | ۷۹  |
| ۲۰۰۰                                            | هاوارد کندال    | MF  | ۷۴–۱۹۶۶، ۱۹۸۱      | ۸۷–۱۹۸۱، ۹۳–۱۹۹۰، ۹۸–۱۹۹۷ | ۲۷۴  | ۳۰  |
| ۲۰۰۰                                            | دیو واتسون      | CB  | ۹۹–۱۹۸۶            | ۱۹۹۷ (موقت)               | ۵۲۲  | ۳۸  |
| ۲۰۰۰                                            | سَوتال           | GK  | ۹۷–۱۹۸۱            |                           | ۷۵۱  | ۰   |
| ۲۰۰۰                                            | باب لچفورد      | FW  | ۸۰–۱۹۷۳            |                           | ۲۸۶  | ۱۳۸ |
| ۲۰۰۰                                            | الکس یانگ       | FW  | ۶۷–۱۹۶۰            |                           | ۲۷۲  | ۸۹  |
| ۲۰۰۰                                            | دیو هیکسون      | FW  | ۵۹–۱۹۵۱            |                           | ۲۴۳  | ۱۱۱ |
| ۲۰۰۰                                            | توماس. جی. جونز | CB  | ۴۹–۱۹۳۶            |                           | ۱۷۸  | ۵   |
| ۲۰۰۰                                            | تد سگار         | GK  | ۵۲–۱۹۲۹            |                           | ۵۰۰  | ۰   |
| ۲۰۰۰                                            | دیکسی دین       | FW  | ۳۷–۱۹۲۴            |                           | ۴۳۳  | ۳۸۳ |
| ۲۰۰۰                                            | سم چگزوی        | MF  | ۲۵–۱۹۱۰            |                           | ۳۰۰  | ۳۶  |
| ۲۰۰۰                                            | جک شارپ         | MF  | ۰۹–۱۸۹۹            |                           | ۳۴۲  | ۸۰  |
| فهرست کامل بازیکنان اورتون تا ۲۰۰۴ ۱۹۹۴ تا ۲۰۲۲ |                 |     |                    |                           |      |     |

#### بازیکن سال
برندگان جایزه پایان فصل باشگاه
| فصل     | ملیت     | بازیکن       | فصل     | ملیت          | بازیکن       | فصل     | ملیت          | بازیکن       |
| ------- | -------- | ------------ | ------- | ------------- | ------------ | ------- | ------------- | ------------ |
| ۰۶–۲۰۰۵ | اسپانیا  | میکل آرتتا   | ۰۷–۲۰۰۶ | اسپانیا       | میکل آرتتا   | ۰۸–۲۰۰۷ | انگلستان      | جولیان لسکات |
| ۰۹–۲۰۰۸ | انگلستان | فیل جگیلکا   | ۱۰–۲۰۰۹ | آفریقای جنوبی | استیون پینار | ۱۱–۲۰۱۰ | انگلستان      | لیتون بینز   |
| ۱۲–۲۰۱۱ | هلند     | جون هایتینخا | ۱۳–۲۰۱۲ | انگلستان      | لیتون بینز   | ۱۴–۲۰۱۳ | جمهوری ایرلند | شیموس کولمن  |
| ۱۵–۲۰۱۴ | انگلستان | فیل جگیلکا   | ۱۶–۲۰۱۵ | انگلستان      | گرت بری      | ۱۷–۲۰۱۶ | بلژیک         | روملو لوکاکو |
| ۱۸–۲۰۱۷ | انگلستان | جردن پیکفورد | ۱۹–۲۰۱۸ | فرانسه        | لوکاس دینیه  | ۲۰–۲۰۱۹ | برزیل         | ریشارلیسون   |
| ۲۱–۲۰۲۰ | انگلستان | کالورت-لوین  | ۲۲–۲۰۲۱ |               |              |         |               |              |

#### برترین تیم تمام ادوار
در آغار فصل ۰۴–۲۰۰۳، به عنوان بخشی از جشن رسمی برای بزرگداشت ۱۲۵ سالگی باشگاه، هواداران برای تعیین بهترین تیم اورتون رای دادند.
| #                                       | ملیت          | نام          | پست | پست         | سال     | ترکیب تیم |
| --------------------------------------- | ------------- | ------------ | --- | ----------- | ------- | --- |
| ۱                                       | ولز           | نویل سَوتال   | GK  | دروازه‌بان   | ۹۷–۱۹۸۱ | سَوتال لابون رتکلیف استیونز <div style="position:relative; text-align:center; right: -خطای عبارت: نویسه نقطه‌گذاری شناخته نشده «۱»em; top:-0.65em; width:10em; line-height:1.4em; white-space:nowrap">ویلسون بال رید استیون شیدی دین شارپ |
| ۲                                       | انگلستان      | گری استیونز  | RB  | مدافع کناری | ۸۹–۱۹۸۲ | سَوتال لابون رتکلیف استیونز <div style="position:relative; text-align:center; right: -خطای عبارت: نویسه نقطه‌گذاری شناخته نشده «۱»em; top:-0.65em; width:10em; line-height:1.4em; white-space:nowrap">ویلسون بال رید استیون شیدی دین شارپ |
| ۳                                       | انگلستان      | برایان لابون | CB  | مدافع میانی | ۷۱–۱۹۵۸ | سَوتال لابون رتکلیف استیونز <div style="position:relative; text-align:center; right: -خطای عبارت: نویسه نقطه‌گذاری شناخته نشده «۱»em; top:-0.65em; width:10em; line-height:1.4em; white-space:nowrap">ویلسون بال رید استیون شیدی دین شارپ |
| ۴                                       | ولز           | کوین رتکلیف  | CB  | مدافع میانی | ۹۱–۱۹۸۰ | سَوتال لابون رتکلیف استیونز <div style="position:relative; text-align:center; right: -خطای عبارت: نویسه نقطه‌گذاری شناخته نشده «۱»em; top:-0.65em; width:10em; line-height:1.4em; white-space:nowrap">ویلسون بال رید استیون شیدی دین شارپ |
| ۵                                       | انگلستان      | ری ویلسون    | LB  | مدافع کناری | ۶۹–۱۹۶۴ | سَوتال لابون رتکلیف استیونز <div style="position:relative; text-align:center; right: -خطای عبارت: نویسه نقطه‌گذاری شناخته نشده «۱»em; top:-0.65em; width:10em; line-height:1.4em; white-space:nowrap">ویلسون بال رید استیون شیدی دین شارپ |
| ۶                                       | انگلستان      | ترور استیون  | RM  | هافبک راست  | ۹۰–۱۹۸۳ | سَوتال لابون رتکلیف استیونز <div style="position:relative; text-align:center; right: -خطای عبارت: نویسه نقطه‌گذاری شناخته نشده «۱»em; top:-0.65em; width:10em; line-height:1.4em; white-space:nowrap">ویلسون بال رید استیون شیدی دین شارپ |
| ۷                                       | انگلستان      | الن بال      | CM  | هافبک میانی | ۷۱–۱۹۶۶ | سَوتال لابون رتکلیف استیونز <div style="position:relative; text-align:center; right: -خطای عبارت: نویسه نقطه‌گذاری شناخته نشده «۱»em; top:-0.65em; width:10em; line-height:1.4em; white-space:nowrap">ویلسون بال رید استیون شیدی دین شارپ |
| ۸                                       | انگلستان      | پیتر رید     | CM  | هافبک میانی | ۸۹–۱۹۸۲ | سَوتال لابون رتکلیف استیونز <div style="position:relative; text-align:center; right: -خطای عبارت: نویسه نقطه‌گذاری شناخته نشده «۱»em; top:-0.65em; width:10em; line-height:1.4em; white-space:nowrap">ویلسون بال رید استیون شیدی دین شارپ |
| ۹                                       | جمهوری ایرلند | کوین شیدی    | LM  | هافبک چپ    | ۹۲–۱۹۸۲ | سَوتال لابون رتکلیف استیونز <div style="position:relative; text-align:center; right: -خطای عبارت: نویسه نقطه‌گذاری شناخته نشده «۱»em; top:-0.65em; width:10em; line-height:1.4em; white-space:nowrap">ویلسون بال رید استیون شیدی دین شارپ |
| ۱۰                                      | انگلستان      | دیکسی دین    | CF  | مهاجم       | ۳۷–۱۹۲۵ | سَوتال لابون رتکلیف استیونز <div style="position:relative; text-align:center; right: -خطای عبارت: نویسه نقطه‌گذاری شناخته نشده «۱»em; top:-0.65em; width:10em; line-height:1.4em; white-space:nowrap">ویلسون بال رید استیون شیدی دین شارپ |
| ۱۱                                      | اسکاتلند      | گرائم شارپ   | CF  | مهاجم       | ۹۱–۱۹۸۰ | سَوتال لابون رتکلیف استیونز <div style="position:relative; text-align:center; right: -خطای عبارت: نویسه نقطه‌گذاری شناخته نشده «۱»em; top:-0.65em; width:10em; line-height:1.4em; white-space:nowrap">ویلسون بال رید استیون شیدی دین شارپ |
| برترین تیم تاریخ اورتون با رای هواداران |               |              |     |             |         | |

#### اعضاء تالار مشاهیر انگلستان
تالار مشاهیر فوتبال انگلستان در موزه ملی فوتبال در منچستر انگلستان قرار دارد. هدف این تالار، بزرگداشت و برجسته‌کردن دستاوردهای استعدادهای برتر فوتبال انگلیس و همچنین بازیکنان و مربیان غیرانگلیسی است که به چهره‌های مهمی در تاریخ فوتبال انگلستان تبدیل شده‌اند. پاییز هر سال، در یک مراسم معارفه اعضای جدید برگزیده می‌شوند. یازده بازیکن با سابقه حضور در اورتون به تالار مشاهیر انگلستان راه یافته‌اند.
| ملیت                             | نام          | برگزیده سال            | ملیت         | نام         | برگزیده سال            |
| -------------------------------- | ------------ | ---------------------- | ------------ | ----------- | ---------------------- |
| انگلستان                         | دیکسی دین    | برگزیده‌شده در سال ۲۰۰۲ | انگلستان     | پل گسکوین   | برگزیده‌شده در سال ۲۰۰۲ |
| انگلستان                         | الن بال      | برگزیده‌شده در سال ۲۰۰۳ | ایرلند شمالی | پت جنینگز   | برگزیده‌شده در سال ۲۰۰۳ |
| انگلستان                         | تامی لاوتون  | برگزیده‌شده در سال ۲۰۰۳ | انگلستان     | گری لینه‌کر  | رگزیده‌شده در سال ۲۰۰۳  |
| انگلستان                         | هاوارد کندال | برگزیده‌شده در سال ۲۰۰۵ | انگلستان     | پیتر بردزلی | برگزیده‌شده در سال ۲۰۰۷ |
| ولز                              | مارک هیوز    | برگزیده‌شده در سال ۲۰۰۷ | ولز          | نویل سَوتال  | برگزیده‌شده در سال ۲۰۰۸ |
| انگلستان                         | ری ویلسون    | برگزیده‌شده در سال ۲۰۰۸ | انگلستان     | جو مرکر     | برگزیده‌شده در سال ۲۰۰۹ |
| انگلستان                         | هری کتریک    | برگزیده‌شده در سال ۲۰۱۰ | انگلستان     | پیتر رید    | برگزیده‌شده در سال ۲۰۱۴ |
| ولز                              | گری اسپید    | برگزیده‌شده در سال ۲۰۱۷ |              |             |                        |
| فهرست کامل تالار مشاهیر انگلستان |              |                        |              |             |                        |

#### کاپیتان‌های باشگاه[۲۰۱]
| #  | سال/فصل   | ملیت     | بازیکن       |
| -- | --------- | -------- | ------------ |
| ۱  | ۸۹–۱۸۸۸   | اسکاتلند | نیک راس      |
| ۲  | ۹۱–۱۸۸۹   | اسکاتلند | اندرو هانا   |
| ۳  | ۹۳–۱۸۹۱   | انگلستان | جانی هولت    |
| ۴  | ۹۴–۱۸۹۳   | انگلستان | باب هوارث    |
| ۵  | ۹۶–۱۸۹۴   | اسکاتلند | ریچارد بویل  |
| ۶  | ۹۷–۱۸۹۶   | اسکاتلند | بیلی استوارت |
| ۷  | ۹۸–۱۸۹۷   | اسکاتلند | ریچارد بویل  |
| ۸  | ۱۹۰۰–۱۸۹۸ | اسکاتلند | جک تیلور     |
| ۹  | ۰۱–۱۹۰۰   | انگلستان | جیمی ستل     |
| ۱۰ | ۰۴–۱۹۰۱   | انگلستان | تام بوث      |
| ۱۱ | ۰۵–۱۹۰۴   | انگلستان | ویلیام بالمر |
| ۱۲ | ۰۸–۱۹۰۵   | اسکاتلند | جک تیلور     |
| ۱۳ | ۱۰–۱۹۰۸   | انگلستان | جک شارپ      |
| ۱۴ | ۱۱–۱۹۱۰   | انگلستان | هری میک‌پیس   |
| ۱۵ | ۱۴–۱۹۱۱   | اسکاتلند | جان مکوناکی  |
| ۱۶ | ۱۵–۱۹۱۴   | اسکاتلند | جیمی گالت    |
| ۱۷ | ۲۰–۱۹۱۹   | انگلستان | تام فلیت‌وود  |
| ۱۸ | ۲۱–۱۹۲۰   | انگلستان | دیکی دَونز    |
| ۱۹ | ۲۲–۱۹۲۱   | اسکاتلند | جان مک‌دونالد |
| ۲۰ | ۲۷–۱۹۲۲   | اسکاتلند | هانتر هارت   |

| #  | سال/فصل   | ملیت          | بازیکن       |
| -- | --------- | ------------- | ------------ |
| ۲۱ | ۲۹–۱۹۲۷   | انگلستان      | وارنی کرس‌ول  |
| ۲۲ | ۳۰–۱۹۲۹   | اسکاتلند      | هانتر هارت   |
| ۲۳ | ۳۱–۱۹۳۰   | انگلستان      | بن ویلیامز   |
| ۲۴ | ۳۷–۱۹۳۱   | انگلستان      | دیکسی دین    |
| ۲۵ | ۳۸–۱۹۳۷   | انگلستان      | بیلی کاک     |
| ۲۶ | ۳۹–۱۹۳۸   | اسکاتلند      | جاک تامسون   |
| ۲۷ | ۴۸–۱۹۴۶   | انگلستان      | نُرمن گرینهال |
| ۲۸ | ۵۷–۱۹۴۸   | جمهوری ایرلند | پیتر فارل    |
| ۲۹ | ۶۱–۱۹۵۷   | انگلستان      | تامی جونز    |
| ۳۰ | ۶۵–۱۹۶۱   | ولز           | روی ورنون    |
| ۳۱ | ۷۰–۱۹۶۵   | انگلستان      | برایان لابون |
| ۳۲ | ۷۱–۱۹۷۰   | انگلستان      | الن بال      |
| ۳۳ | ۷۴–۱۹۷۲   | انگلستان      | هوارد کندال  |
| ۳۴ | ۷۶–۱۹۷۴   | انگلستان      | راجر کنیون   |
| ۳۵ | ۸۲–۱۹۷۶   | انگلستان      | میک لاینز    |
| ۳۶ | ۱۹۸۲      | انگلستان      | بیلی رایت    |
| ۳۷ | ۸۴–۱۹۸۳   | انگلستان      | مارک هیگینز  |
| ۳۸ | ۱۹۹۱–۱۹۸۴ | ولز           | کوین رتکلیف  |
| ۳۹ | ۹۷–۱۹۹۲   | انگلستان      | دیو واتسون   |
| ۴۰ | ۹۸–۱۹۹۷   | ولز           | گری اسپید    |

| #  | سال/فصل   | ملیت          | بازیکن       |
| -- | --------- | ------------- | ------------ |
| ۴۱ | ۲۰۰۱–۱۹۹۸ | انگلستان      | دیو واتسون   |
| ۴۲ | ۲۰۰۲–۲۰۰۱ | انگلستان      | کوین کمپل    |
| ۴۳ | ۲۰۰۴–۲۰۰۲ | اسکاتلند      | دانکن فرگوسن |
| ۴۴ | ۲۰۰۵–۲۰۰۴ | انگلستان      | الن استابز   |
| ۴۵ | ۲۰۰۶–۲۰۰۵ | اسکاتلند      | دیوید ویر    |
| ۴۶ | ۲۰۱۳–۲۰۰۷ | انگلستان      | فیل نویل     |
| ۴۷ | ۲۰۱۹–۲۰۱۳ | انگلستان      | فیل جگیلکا   |
| ۴۸ | حال–۲۰۱۹  | جمهوری ایرلند | شیموس کُلمن   |

#### ۱۰۰ اسطوره لیگ فوتبال
| فهرست ۱۰۰ اسطوره لیگ فوتبال | #        | ملیت       | بازیکن | #        | ملیت        | بازیکن |
| --- | -------- | ---------- | ------ | -------- | ----------- | ------ |
| ۱۰۰ اسطوره لیگ فوتبال، فهرستی از ۱۰۰ بازیکن افسانه‌ای فوتبال است که توسط لیگ فوتبال در سال ۱۹۹۸ برای جشن صدمین فصل لیگ فوتبال تهیه شد. بازیکنان، توسط جمعی از روزنامه‌نگاران، از جمله گزارشگر کهنه‌کار برایون باتلر، انتخاب شدند. فهرستی از بازیکنانی که سابقه پوشیدن پیراهن اورتون را داشته‌اند: |          |            |        |          |             |        |
| ۱ | انگلستان | الن بال    | ۲      | انگلستان | دیکسی دین   |        |
| ۳ | انگلستان | پل گسکوین  | ۴      | انگلستان | تامی لاوتون |        |
| ۵ | انگلستان | گری لینه‌کر | ۶      | انگلستان | جو مرکر     |        |
| ۷ | ولز      | نویل سَوتال | ۸      | اسکاتلند | الکس یانگ   |        |

| #  | ملیت          | بازیکن       | بازی | سال       | منبع            |
| -- | ------------- | ------------ | ---- | --------- | --------------- |
| ۱  | ولز           | نویل ساوتال  | ۷۵۱  | ۱۹۹۸–۱۹۸۱ | [ ۲۰۳ ] [ ۲۰۴ ] |
| ۲  | انگلستان      | برایان لابون | ۵۳۴  | ۱۹۷۱–۱۹۵۷ | [ ۲۰۳ ] [ ۲۰۴ ] |
| ۳  | انگلستان      | دیو واتسون   | ۵۲۸  | ۲۰۰۱–۱۹۸۶ | [ ۲۰۳ ] [ ۲۰۴ ] |
| ۴  | انگلستان      | تد ساگار     | ۵۰۰  | ۱۹۵۳–۱۹۲۹ | [ ۲۰۳ ] [ ۲۰۴ ] |
| ۵  | ولز           | کوین رتکلیف  | ۴۹۴  | ۱۹۹۲–۱۹۸۰ | [ ۲۰۳ ] [ ۲۰۴ ] |
| ۶  | انگلستان      | میک لاینز    | ۴۷۲  | ۱۹۸۲–۱۹۶۹ | [ ۲۰۳ ] [ ۲۰۴ ] |
| ۷  | اسکاتلند      | جک تیلور     | ۴۵۶  | ۱۹۰۹–۱۸۹۶ | [ ۲۰۳ ] [ ۲۰۴ ] |
| ۸  | جمهوری ایرلند | پیتر فارل    | ۴۵۳  | ۱۹۵۷–۱۹۴۶ | [ ۲۰۳ ] [ ۲۰۴ ] |
| ۹  | اسکاتلند      | گرائم شارپ   | ۴۴۷  | ۱۹۹۱–۱۹۸۰ | [ ۲۰۳ ] [ ۲۰۴ ] |
| ۱۰ | انگلستان      | لئون عثمان   | ۴۳۳  | ۲۰۱۶–۲۰۰۰ | [ ۲۰۳ ] [ ۲۰۴ ] |
| ۱۰ | انگلستان      | دیکسی دین    | ۴۳۳  | ۱۹۳۸–۱۹۲۵ | [ ۲۰۳ ] [ ۲۰۴ ] |

| #  | ملیت          | بازیکن         | بازی | سال       | منبع    |
| -- | ------------- | -------------- | ---- | --------- | ------- |
| ۱  | ولز           | نویل ساوتال    | ۵۷۸  | ۱۹۹۸–۱۹۸۱ | [ ۲۰۵ ] |
| ۲  | انگلستان      | تد سگار        | ۴۶۳  | ۱۹۵۳–۱۹۲۹ | [ ۲۰۵ ] |
| ۳  | انگلستان      | برایان لابون   | ۴۵۱  | ۱۹۷۱–۱۹۵۸ | [ ۲۰۵ ] |
| ۴  | انگلستان      | دیو واتسون     | ۴۲۳  | ۲۰۰۱–۱۹۸۶ | [ ۲۰۵ ] |
| ۵  | جمهوری ایرلند | پیتر فارل      | ۴۲۱  | ۱۹۵۷–۱۹۴۶ | [ ۲۰۵ ] |
| ۶  | اسکاتلند      | جک تیلور       | ۴۰۰  | ۱۹۱۰–۱۸۹۶ | [ ۲۰۵ ] |
| ۷  | انگلستان      | دیکسی دین      | ۳۹۹  | ۱۹۳۷–۱۹۲۵ | [ ۲۰۵ ] |
| ۸  | جمهوری ایرلند | تامی اگلینگتون | ۳۹۴  | ۱۹۵۷–۱۹۴۶ | [ ۲۰۵ ] |
| ۹  | انگلستان      | میک لاینز      | ۳۸۹  | ۱۹۸۲–۱۹۷۱ | [ ۲۰۵ ] |
| ۱۰ | انگلستان      | تامی ای جونز   | ۳۸۳  | ۱۹۶۱–۱۹۵۰ | [ ۲۰۵ ] |

| #  | ملیت     | بازیکن       | بازی | سال       | منبع    |
| -- | -------- | ------------ | ---- | --------- | ------- |
| ۱  | ولز      | نویل ساوتال  | ۷۰   | ۱۹۹۸–۱۹۸۱ | [ ۲۰۶ ] |
| ۲  | ولز      | کوین رتکلیف  | ۵۷   | ۱۹۹۲–۱۹۸۰ | [ ۲۰۶ ] |
| ۳  | اسکاتلند | جک تیلور     | ۵۶   | ۱۹۰۹–۱۸۹۶ | [ ۲۰۶ ] |
| ۴  | اسکاتلند | گرائم شارپ   | ۵۴   | ۱۹۹۱–۱۹۸۰ | [ ۲۰۶ ] |
| ۵  | انگلستان | هری میک‌پیس   | ۵۲   | ۱۹۱۴–۱۹۰۲ | [ ۲۰۶ ] |
| ۶  | انگلستان | دیو واتسون   | ۴۸   | ۲۰۰۱–۱۹۸۶ | [ ۲۰۶ ] |
| ۷  | انگلستان | برایان لابون | ۴۶   | ۱۹۷۱–۱۹۵۷ | [ ۲۰۶ ] |
| ۸  | انگلستان | جک شارپ      | ۴۲   | ۱۹۰۹–۱۹۰۰ | [ ۲۰۶ ] |
| ۹  | انگلستان | گُردُن وست     | ۴۰   | ۱۹۵۷–۱۹۶۲ | [ ۲۰۶ ] |
| ۱۰ | اسکاتلند | الکس یانگ    | ۳۹   | ۱۹۱۰–۱۹۰۱ | [ ۲۰۶ ] |

| #  | ملیت          | بازیکن      | بازی | سال                  | منبع    |
| -- | ------------- | ----------- | ---- | -------------------- | ------- |
| ۱  | ولز           | نویل ساوتال | ۶۵   | ۱۹۹۸–۱۹۸۱            | [ ۲۰۷ ] |
| ۲  | اسکاتلند      | گرائم شارپ  | ۴۸   | ۱۹۹۱–۱۹۸۰            |         |
| ۳  | ولز           | کوین رتکلیف | ۴۷   | ۱۹۹۲–۱۹۸۰            |         |
| ۴  | انگلستان      | دیو واتسون  | ۳۹   | ۲۰۰۱–۱۹۸۶            |         |
| ۵  | انگلستان      | میک لاینز   | ۳۷   | ۱۹۸۲–۱۹۶۹            |         |
| ۶  | انگلستان      | آدرین هیث   | ۳۵   | ۱۹۸۸–۱۹۸۲            |         |
| ۷  | جمهوری ایرلند | کوین شیدی   | ۳۲   | ۱۹۹۲–۱۹۸۲            |         |
| ۸  | انگلستان      | گری استیونز | ۳۰   | ۱۹۸۲–۱۹۸۸            |         |
| ۸  | انگلستان      | اندی کینگ   | ۳۰   | ۱۹۸۰–۱۹۷۶، ۱۹۸۴–۱۹۸۲ |         |
| ۱۰ | انگلستان      | باب لَچفورد  | ۲۸   | ۱۹۸۰–۱۹۷۳            |         |

| #  | ملیت                | بازیکن       | بازی | سال       | منبع    |
| -- | ------------------- | ------------ | ---- | --------- | ------- |
| ۱  | ایالات متحده آمریکا | تیم هاوارد   | ۲۸   | ۲۰۱۶–۲۰۰۶ | [ ۲۰۸ ] |
| ۲  | انگلستان            | لئون عثمان   | ۲۵   | ۲۰۱۶–۲۰۰۶ | [ ۲۰۸ ] |
| ۲  | انگلستان            | لیتون بینز   | ۲۵   | ۲۰۲۰–۲۰۰۷ | [ ۲۰۸ ] |
| ۴  | انگلستان            | تونی هیبرت   | ۲۴   | ۲۰۱۶–۲۰۰۰ | [ ۲۰۸ ] |
| ۵  | انگلستان            | فیل جگیلکا   | ۲۳   | ۲۰۱۹–۲۰۰۷ | [ ۲۰۸ ] |
| ۶  | انگلستان            | برایان لابون | ۱۹   | ۱۹۷۱–۱۹۵۷ | [ ۲۰۸ ] |
| ۶  | استرالیا            | تیم کیهیل    | ۱۹   | ۲۰۱۲–۲۰۰۴ | [ ۲۰۸ ] |
| ۶  | انگلستان            | کالین هاروی  | ۱۹   | ۱۹۷۴–۱۹۶۲ | [ ۲۰۸ ] |
| ۶  | نیجریه              | جوزف یوبو    | ۱۹   | ۲۰۱۲–۲۰۰۲ | [ ۲۰۸ ] |
| ۱۰ | انگلستان            | جانی موریسی  | ۱۸   | ۱۹۷۲–۱۹۶۲ | [ ۲۰۸ ] |
| ۱۰ | انگلستان            | فیل نویل     | ۱۸   | ۲۰۱۳–۲۰۰۵ | [ ۲۰۸ ] |
| ۱۰ | نیجریه              | یاکوبو       | ۱۸   | ۲۰۱۱–۲۰۰۷ | [ ۲۰۸ ] |

| #  | ملیت     | بازیکن       | سال                  | گل‌ها | بازی | م. گل | منبع    |
| -- | -------- | ------------ | -------------------- | ---- | ---- | ----- | ------- |
| ۱  | انگلستان | دیکسی دین    | ۱۹۳۷–۱۹۲۵            | ۳۸۳  | ۴۳۳  | ۰٫۸۸  | [ ۲۰۹ ] |
| ۲  | اسکاتلند | گرائم شارپ   | ۱۹۹۱–۱۹۸۰            | ۱۵۹  | ۴۲۶  | ۰٫۳۷  | [ ۲۰۹ ] |
| ۳  | انگلستان | باب لَچفورد   | ۱۹۸۱–۱۹۷۴            | ۱۳۸  | ۲۸۶  | ۰٫۴۸  | [ ۲۰۹ ] |
| ۴  | اسکاتلند | الکس یانگ    | ۱۹۱۱–۱۹۰۱            | ۱۲۵  | ۳۱۴  | ۰٫۴۰  | [ ۲۰۹ ] |
| ۵  | انگلستان | جو رویل      | ۱۹۷۴–۱۹۶۶            | ۱۱۹  | ۲۷۳  | ۰٫۴۴  | [ ۲۰۹ ] |
| ۶  | ولز      | روی ورنون    | ۱۹۶۵–۱۹۶۰            | ۱۱۱  | ۲۰۰  | ۰٫۵۵  | [ ۲۰۹ ] |
| ۷  | انگلستان | دیو هیکسون   | ۱۹۵۵–۱۹۴۸، ۱۹۵۹–۱۹۵۷ | ۱۰۹  | ۲۴۳  | ۰٫۴۴  | [ ۲۰۹ ] |
| ۸  | انگلستان | ادگار چادویک | ۱۸۹۹–۱۸۸۸            | ۱۰۴  | ۳۰۰  | ۰٫۳۴  | [ ۲۰۹ ] |
| ۸  | انگلستان | الف میلوارد  | ۱۹۹۴–۱۹۸۸            | ۱۰۰  | ۲۲۴  | ۰٫۴۵  | [ ۲۰۹ ] |
| ۱۰ | انگلستان | تونی کوتی    | ۱۹۰۸–۱۸۹۹            | ۹۹   | ۲۰۶  | ۰٫۴۸  | [ ۲۰۹ ] |

| #  | ملیت     | بازیکن       | سال                  | گل‌ها | بازی | م. گل | منبع    |
| -- | -------- | ------------ | -------------------- | ---- | ---- | ----- | ------- |
| ۱  | انگلستان | دیکسی دین    | ۱۹۳۷–۱۹۲۵            | ۳۴۹  | ۳۹۹  | ۰٫۸۸  | [ ۲۱۰ ] |
| ۲  | اسکاتلند | الکس یانگ    | ۱۹۱۱–۱۹۰۱            | ۱۱۳  | ۲۷۵  | ۰٫۴۱  | [ ۲۱۰ ] |
| ۳  | اسکاتلند | گرائم شارپ   | ۱۹۹۱–۱۹۸۰            | ۱۱۱  | ۳۰۶  | ۰٫۳۶  | [ ۲۱۰ ] |
| ۴  | انگلستان | باب لَچفورد   | ۱۹۸۱–۱۹۷۴            | ۱۰۶  | ۲۳۵  | ۰٫۴۵  | [ ۲۱۰ ] |
| ۵  | انگلستان | جو رویل      | ۱۹۷۴–۱۹۶۶            | ۱۰۲  | ۲۲۹  | ۰٫۴۵  | [ ۲۱۰ ] |
| ۶  | ولز      | روی ورنون    | ۱۹۶۵–۱۹۶۰            | ۱۰۱  | ۱۷۶  | ۰٫۵۷  | [ ۲۱۰ ] |
| ۷  | انگلستان | دیو هیکسون   | ۱۹۵۵–۱۹۴۸، ۱۹۵۹–۱۹۵۷ | ۹۴   | ۲۲۵  | ۰٫۴۲  | [ ۲۱۰ ] |
| ۸  | انگلستان | ادگار چادویک | ۱۸۹۹–۱۸۸۸            | ۹۲   | ۲۷۰  | ۰٫۳۴  | [ ۲۱۰ ] |
| ۸  | انگلستان | الف میلوارد  | ۱۸۹۷–۱۸۸۸            | ۸۷   | ۲۰۱  | ۰٫۴۳  | [ ۲۱۰ ] |
| ۱۰ | انگلستان | جیمی ستل     | ۱۹۰۸–۱۸۹۹            | ۸۳   | ۲۳۷  | ۰٫۳۵  | [ ۲۱۰ ] |

| # | ملیت          | بازیکن       | سال                  | گل‌ها | بازی | م. گل | منبع    |
| - | ------------- | ------------ | -------------------- | ---- | ---- | ----- | ------- |
| ۱ | انگلستان      | دیکسی دین    | ۱۹۳۷–۱۹۲۵            | ۲۸   | ۳۲   | ۰٫۸۷  | [ ۲۱۱ ] |
| ۲ | اسکاتلند      | گرائم شارپ   | ۱۹۹۱–۱۹۸۰            | ۲۱   | ۵۲   | ۰٫۴   | [ ۲۱۱ ] |
| ۳ | انگلستان      | دیو هیکسون   | ۱۹۵۵–۱۹۴۸، ۱۹۵۹–۱۹۵۷ | ۱۵   | ۱۸   | ۰٫۸۳  | [ ۲۱۱ ] |
| ۳ | جمهوری ایرلند | کوین شیدی    | ۱۹۹۲–۱۹۸۲            | ۱۵   | ۳۸   | ۰٫۳۹  | [ ۲۱۱ ] |
| ۵ | اسکاتلند      | الکس یانگ    | ۱۹۱۱–۱۹۰۱            | ۱۴   | ۳۹   | ۰٫۳۶  | [ ۲۱۱ ] |
| ۵ | اسکاتلند      | جک تیلور     | ۱۹۱۰–۱۸۹۶            | ۱۴   | ۵۶   | ۰٫۲۵  | [ ۲۱۱ ] |
| ۷ | انگلستان      | الف میلوارد  | ۱۸۹۷–۱۸۸۸            | ۱۳   | ۲۳   | ۰٫۶   | [ ۲۱۱ ] |
| ۷ | انگلستان      | جیمی ستل     | ۱۹۰۸–۱۸۹۹            | ۱۳   | ۳۲   | ۰٫۴۴  | [ ۲۱۱ ] |
| ۹ | انگلستان      | ادگار چادویک | ۱۸۹۹–۱۸۸۸            | ۱۲   | ۳۰   | ۰٫۴۰  | [ ۲۱۱ ] |
| ۹ | انگلستان      | جک شارپ      | ۱۹۱۰–۱۸۹۹            | ۱۲   | ۴۲   | ۰٫۲۸  | [ ۲۱۱ ] |

| # | ملیت          | بازیکن              | گل‌ها | بازی | م. گل | منبع    |
| - | ------------- | ------------------- | ---- | ---- | ----- | ------- |
| ۱ | انگلستان      | باب لَچفورد          | ۱۹   | ۲۸   | ۰٫۶۷  | [ ۲۱۲ ] |
| ۲ | اسکاتلند      | گرائم شارپ          | ۱۵   | ۴۶   | ۰٫۳۲  | [ ۲۱۲ ] |
| ۳ | انگلستان      | تونی کوتی           | ۱۱   | ۱۹   | ۰٫۵۸  | [ ۲۱۲ ] |
| ۳ | انگلستان      | آدرین هیث           | ۱۱   | ۳۵   | ۰٫۳۳  | [ ۲۱۲ ] |
| ۵ | انگلستان      | دامینیک کالورت-لوین | ۱۰   | ۱۰   | ۱٫۰۰  | [ ۲۱۲ ] |
| ۵ | انگلستان      | اندی کینگ           | ۱۰   | ۳۰   | ۰٫۳۳  | [ ۲۱۲ ] |
| ۷ | جمهوری ایرلند | کوین شیدی           | ۹    | ۳۲   | ۰٫۳۸  | [ ۲۱۲ ] |
| ۸ | انگلستان      | مارتین دابسن        | ۸    | ۲۲   | ۰٫۳۶  | [ ۲۱۲ ] |
| ۹ | انگلستان      | فرانک ویگنال        | ۷    | ۳    | ۲٫۳۳  | [ ۲۱۲ ] |
| ۹ | انگلستان      | پل ویلکینسون        | ۷    | ۴    | ۱٫۷۵  | [ ۲۱۲ ] |
| ۹ | انگلستان      | پل رایداَوت          | ۷    | ۱۳   | ۰٫۵۳  | [ ۲۱۲ ] |
| ۹ | انگلستان      | دیو واتسون          | ۷    | ۳۹   | ۰٫۱۷  | [ ۲۱۲ ] |

| # | ملیت     | بازیکن        | گل‌ها | بازی | م. گل | منبع    |
| - | -------- | ------------- | ---- | ---- | ----- | ------- |
| ۱ | بلژیک    | روملو لوکاکو  | ۸    | ۹    | ۰٫۸۹  | [ ۲۱۳ ] |
| ۲ | انگلستان | فرد پیکرینگ   | ۶    | ۹    | ۰٫۶۷  | [ ۲۱۳ ] |
| ۳ | اسکاتلند | اندی گری      | ۵    | ۳    | ۱٫۶۶  | [ ۲۱۳ ] |
| ۴ | انگلستان | اندی کینگ     | ۴    | ۶    | ۰٫۶۷  | [ ۲۱۳ ] |
| ۴ | انگلستان | جو رویل       | ۴    | ۶    | ۰٫۶۷  | [ ۲۱۳ ] |
| ۴ | انگلستان | اندی جانسون   | ۴    | ۷    | ۰٫۵۷  | [ ۲۱۳ ] |
| ۴ | اسکاتلند | گرائم شارپ    | ۴    | ۸    | ۰٫۵۰  | [ ۲۱۳ ] |
| ۴ | انگلستان | الن بال       | ۴    | ۱۰   | ۰٫۴۰  | [ ۲۱۳ ] |
| ۴ | نیجریه   | ویکتور آنیچبه | ۴    | ۱۱   | ۰٫۳۶  | [ ۲۱۳ ] |
| ۴ | اسپانیا  | میکل آرتتا    | ۴    | ۱۴   | ۰٫۲۹  | [ ۲۱۳ ] |
| ۴ | نیجریه   | یاکوبو        | ۴    | ۱۸   | ۰٫۲۲  | [ ۲۱۳ ] |
| ۴ | استرالیا | تیم کیهیل     | ۴    | ۱۹   | ۰٫۲۱  | [ ۲۱۳ ] |
| ۴ | انگلستان | فیل جگیلکا    | ۴    | ۲۳   | ۰٫۱۷  | [ ۲۱۳ ] |

| #  | ملیت                | بازیکن       | بازی | کلین-شیت | منبع    |
| -- | ------------------- | ------------ | ---- | -------- | ------- |
| ۱  | ولز                 | نویل ساوتال  | ۷۵۱  | ۲۶۹/۵    | [ ۲۱۴ ] |
| ۲  | انگلستان            | گُردُن وست     | ۴۰۲  | ۱۵۵/۳    | [ ۲۱۴ ] |
| ۳  | ایالات متحده آمریکا | تیم هاوارد   | ۴۱۴  | ۱۳۳      | [ ۲۱۴ ] |
| ۴  | انگلستان            | تد سگار      | ۴۹۷  | ۱۲۰      | [ ۲۱۴ ] |
| ۵  | جمهوری ایرلند       | بیلی اسکات   | ۲۸۹  | ۹۴       | [ ۲۱۴ ] |
| ۶  | انگلستان            | تام فرن      | ۲۳۱  | ۶۷       | [ ۲۱۴ ] |
| ۱۰ | انگلستان            | جردن پیکفورد | ۱۸۳  | ۵۰       | [ ۲۱۴ ] |
| ۷  | جمهوری ایرلند       | جیمی اونیل   | ۲۱۳  | ۴۹       | [ ۲۱۴ ] |
| ۸  | اسکاتلند            | جرج وود      | ۱۲۶  | ۴۸       | [ ۲۱۴ ] |
| ۹  | انگلستان            | آلبرت دانلوپ | ۲۳۱  | ۴۷       | [ ۲۱۴ ] |

| رکورد                               | بازیکن                                                                     |
| ----------------------------------- | -------------------------------------------------------------------------- |
| جوانترین بازیکن همه رقابت‌ها         | تیری اسمال؛ ۱۶ سال و ۱۷۶ روز (مقابل شفیلد ونزدی، ۲۴ ژانویه ۲۰۲۱)           |
| جوانترین بازیکن در رقابت‌های اروپایی | جیک بیدول؛ ۱۶ سال و ۲۷۱ روز (مقابل باته بوریسف، ۱۷ دسامبر ۲۰۰۹)            |
| مسن‌ترین بازیکن                      | تد سگار؛ ۴۲ سال و ۲۸۱ روز (مقابل پلیموث آرگیل، ۱۵ نوامبر ۱۹۵۲)             |
| بیشترین گل در یک فصل                | دیکسی دین؛ ۶۰ گل (فصل ۲۸–۱۹۲۷)                                             |
| بیشترین گل در یک بازی               | ۶؛ جک سَوت‌ورث (مقابل وست برومویچ آلبیون، ۳۰ دسامبر ۱۸۹۳)                    |
| جوان‌ترین گلزن                       | جیمز وون؛ ۱۶ سال و ۲۷۱ روز (مقابل کریستال پالاس، ۱۰ آوریل ۲۰۰۵)            |
| مسن‌ترین گلزن                        | والی فیلدینگ؛ ۳۸ سال و ۳۰۵ روز (مقابل وست برومویچ آلبیون، ۲۷ سپتامبر ۱۹۵۸) |

## انجمن اجتماعی اورتون
انجمن اجتماعی اورتون یا اورتون در جامعه، یک مؤسسه خیریه است که ورزش و سایر فعالیت‌های اجتماعی را برای جامعه محلی از جمله برای افراد دارای معلولیت فراهم می‌کند. انجمن اجتماعی اورتون، نماینده باشگاه در اتحادیه باشگاه ورزش‌های چندگانه اروپا است.

## روابط با دیگر باشگاه‌ها

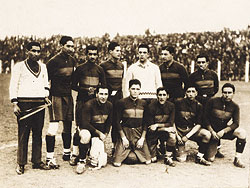
ترکیب تیم اورتون وینیا دل مار، ۱۹۲۹. این باشگاه شیلیایی با تأثیر از اورتون انگلستان شکل گرفت.

اورتون با بسیاری از باشگاه‌ها و سازمان‌های ورزشی دیگر ارتباط دارد. پیوندهایی با آکادمی فوتبال بالیولستر یونایتد در سلبریج ایرلند، اتحادیه فوتبال انتاریو کانادا، و اتحادیه فوتبال تایلند دارد. مسابقاتی است به نام جام چانگ-اورتون که برای دانش‌آموزان محلی برگزار می‌شود. این باشگاه همچنین دارای یک آکادمی فوتبال در شهر لیماسول قبرس است و قرارداد مشارکت با باشگاه آمریکایی پیتسبرگ ریورهَوندز بسته.
اورتون با تیم شیلیایی اورتون د وینیا دل مار که به افتخار این باشگاه نامگذاری شده، در ارتباط است. در ۴ اوت ۲۰۱۰ و با میزبانی گودیسون پارک، دو اورتون در مسابقه‌ای دوستانه به نام «کوپا هرمانداد» به مناسبت صدمین سالگرد تیم شیلیایی به مصاف هم رفتند. این مناسبت توسط انجمن روله‌تِروس سازمان گرفت که برای ترویج ارتباط میان دو باشگاه تأسیس شد. سایر باشگاه‌های مرتبط با اورتون نیز در کولونیای اروگوئه، در شهرهای لا پلاتا و ریو کوارتوی آرژانتین، در الک گروو ایالت کالیفرنیا و کورک ایرلند وجود دارند. سابقاً تیمی در ترینیداد و توباگو با نام اورتون وجود داشت.
باشگاه، مالک و اداره‌کننده تیم بسکتبال حرفه‌ای اورتون تایگرز بود که در لیگ برتر بسکتبال بریتانیا شرکت می‌کرد. این تیم در تابستان ۲۰۰۷ به عنوان بخشی از برنامه انجمن باشگاه راه‌اندازی شد و بازی‌های خانگی خود را در آکادمی ورزشی گرین‌بَنک در حومه لیورپول برگزار می‌کرد. اورتون تایگرز، ترکیبی بود با برنامه جوانان جامعه تاکس‌تث تایگرز که در سال ۱۹۶۸ شروع شد و به زودی با قهرمانی در جام لیگ بسکتبال بریتانیا در سال ۲۰۰۹ و پیروزی در بازی‌های پلی‌آف ۲۰۱۰، یکی از موفق‌ترین‌ها در لیگ شد. با این حال، اورتون بودجه خود را قبل از آغاز فصل ۱۱–۲۰۱۰ پس گرفت و این تیم با عنوان مرزی تایگرز بازتاسیس شد.

## در فرهنگ عامه

### سینما و تلویزیون
فیلم تلویزیونی دید طلایی در سال ۱۹۶۹ اثر کن لوچ، درام بداهه را با فیلم‌های مستند ترکیب کرد تا داستان گروهی از هواداران اورتون را روایت کند که هدف اصلی زندگی‌شان یعنی دنبال کردن تیم، با مشکلاتی چون کار و ازدواج قطع می‌شود. الکس یانگ، مهاجم اورتون، که نام مستعار او نیز عنوان این فیلم بود، در نقش خودش ظاهر شد.
فیلم تلویزیونی The Fix ساخته پل گرین‌گرس در سال ۱۹۹۷، داستانی واقعی از یک رسوایی تبانی را به نمایش گذاشت که در آن تونی کی، جدیدترین بازیکن باشگاه با بازیگری جیسون آیزاکس، برای شکست در بازی باشگاه قبلی خود، شفیلد ونزدی مقابل ایپسویچ تاون تبانی کرده‌بود. بیشتر داستان در طول فصل ۶۳–۱۹۶۲ اتفاق می‌افتد که اورتون قهرمان لیگ شد و کالین ولند نقش هری کتریک را داشت.
در فیلم کرید از سری فیلم‌های راکی، محصول سال ۲۰۱۵، گودیسون پارک، محل برگزاری صحنه مبارزه بود. تصاویری از ورزشگاه و تماشاگران در جریان بازی خانگی مقابل وست برومویچ آلبیون برای این صحنه استفاده شد. تونی بلو، قهرمان بوکس متولد لیورپول و طرفدار مادام‌العمر اورتون، نقش حریف کرید را بازی کرد و نشان اورتون را بر روی وسایل تمرینی و شورت خود داشت.

### موسیقی
در طول دهه‌های ۱۹۸۰ و ۱۹۹۰ و در دوره‌ای که بسیاری از باشگاه‌ها هر کدام آهنگی را برای رسیدن به فینال جام حذفی منتشر می‌کردند، اورتون در چهار نوبت با چند کار مختلف وارد جدول تک‌آهنگ‌های بریتانیا شد. «پسران آبی‌پوش» که در سال ۱۹۸۴ منتشر شد، در رتبه ۸۲ قرار گرفت. سال بعد، باشگاه موفق‌ترین تک‌آهنگ خود را منتشر کرد و «بزن بریم» به رتبه ۱۴ جدول رسید. در سال ۱۹۸۶، اورتون «همه آبی‌ها را تشویق می‌کنند» را بیرون داد که به رتبه ۸۳ رسید. «حالا همه با هم»، بازسازی آهنگی از گروه لیورپولی The Farm، برای فینال جام حذفی ۱۹۹۵ بود که به رده ۲۷ رسید. زمانی که باشگاه به فینال جام حذفی ۲۰۰۹ رسید، این سنت انتشار تک‌آهنگ تقریباً توسط همه باشگاه‌ها کنار گذاشته شد و اورتون هیچ آهنگی منتشر نکرد.

## نگارخانه

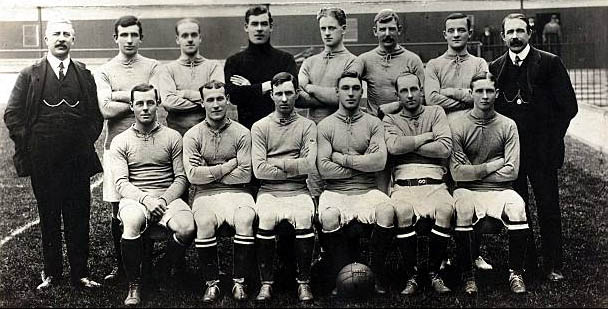
ترکیب تیم اورتون، ۱۹۰۹.
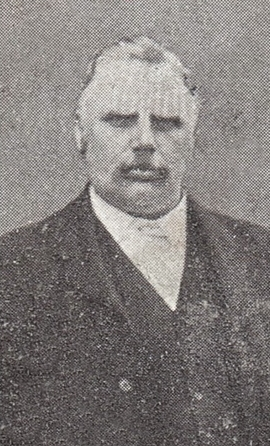
ریچارد مولینکس؛ دومین سرمربی اورتون. اورتون با هدایت او اولین جام لیگ را بالای سر برد.

## یادداشت
1. ↑  این مبلغ، قیمت اصلی ساخت زمین است. از آن زمان تغییرات و تحولات زیادی در زمین رخ داده که هزینه‌های بیشتری صرف آنها شد.
2. ↑  با شیوع ویروس کووید-۱۹ در انگلستان، تمام رقابت‌های فصل ۲۱–۲۰۲۰، پشت درهای بسته و بدون حضور تماشاگران برگزار شد.
3. ↑  جنگ جهانی اول، فرصت مربیگری اورتون را در بازی‌های رسمی از ویلیام جی. ساویر گرفت.
4. ↑  وضعیت کندال، نمایش دستاوردهای او به عنوان مربی و بازیکن خط میانی در دهه ۱۹۶۰ است.
5. ↑  بردزلی، اولین کسی بود که دو بار برای حضور در تالار مشاهیر برگزیده شد. در سال ۲۰۰۸ به پاس خدماتش در فوتبال پایه، عنوان «قهرمان انجمن بنیاد فوتبال» را دریافت کرد.
6. ↑  سَوتال همراه با استیون جرارد از باشگاه لیورپول در شب جشن ویژه انتخاب شهر لیورپول به عنوان پایتخت فرهنگی اروپا، برگزیده شدند.

## واژه‌نامه
1. ↑  Mere Green Field
2. ↑  FOREVERTON
3. ↑  ESCNI
4. ↑  everton swifts
5. ↑  Everton Athletic
6. ↑  THE COMBINATION
7. ↑  LANCASHIRE COMBINATION
8. ↑  THE CENTRAL LEAGUE
9. ↑  PONTINS CENTRAL LEAGUE
10. ↑  PONTINS PREMIER DIVISION
11. ↑  EitC (Everton in the Community)
12. ↑  Chang-Everton Cup
13. ↑  Everton de Viña del Mar
14. ↑  Ruleteros
15. ↑  Everton Tigers
16. ↑  Greenbank Sports Academy
17. ↑  Toxteth Tigers
18. ↑  Mersey Tigers